# Bibliothèque publique

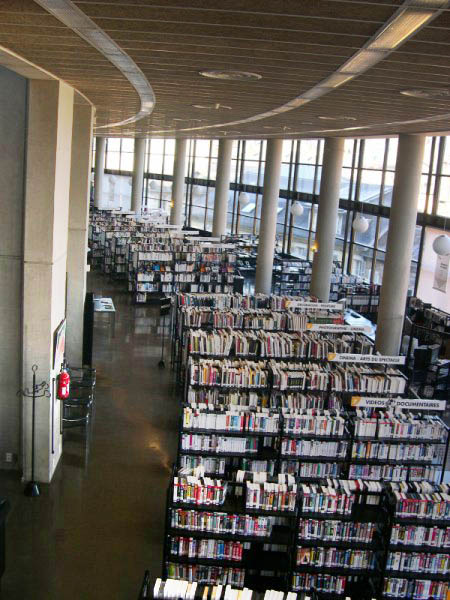
Bibliothèque publique moderne (Chambéry)

Une bibliothèque publique est une bibliothèque tenue par une collectivité territoriale ou nationale ou tout autre type d'organisme public.
Sa fonction consiste à donner accès au savoir, à l'information, à l'apprentissage tout au long de la vie, ainsi qu'aux œuvres de l'imagination par le biais d'un vaste registre de ressources, impliquant une diversité de médias, et des services qui sont disponibles équitablement à tous les membres de la communauté.  La bibliothèque est un espace de calme et de sérénité, afin de permettre aux usagers de se concentrer pleinement sur leurs lectures, recherches ou études, tout en favorisant une atmosphère propice à la réflexion et à l'apprentissage .
La bibliothèque publique constitue un pilier important dans une société démocratique en assurant l'accès à des idées et des savoirs et en servant de lieu de rencontres pour les citoyens; des dispositions qui contribuent à façonner la sphère publique.

## Histoire

### Les premières bibliothèques
Étant donné les changements culturels apparus depuis l'invention de l'écriture, il est difficile d'assigner une origine précise au concept de bibliothèque publique. Il existe depuis l'antiquité des archives, des collections de manuscrits privées, et des collections semi publiques, accessibles à une minorité de lettrés comme la mythique bibliothèque d'Alexandrie. Les premiers lieux de lecture publique décentralisés sont peut-être les thermes publics grecs et romains, avec des pièces réservées où les visiteurs peuvent librement consulter des manuscrits, ainsi la bibliothèque des Thermes de Caracalla.
Au Moyen-Orient et en Afrique du Nord existent également dès le IXe siècle des "maisons de la science" gérées par des communautés religieuses islamiques. Ces centres sont ouverts au public. Certains pratiquent le prêt, mais dans des conditions très restrictives. La plupart des visiteurs sont censés consulter les ouvrages sur place.
À partir du moment où sont fondées les premières universités européennes, elles possèdent des bibliothèques qui ne sont ouvertes qu'aux membres de l'université.

### Les précurseurs

#### Grande-Bretagne

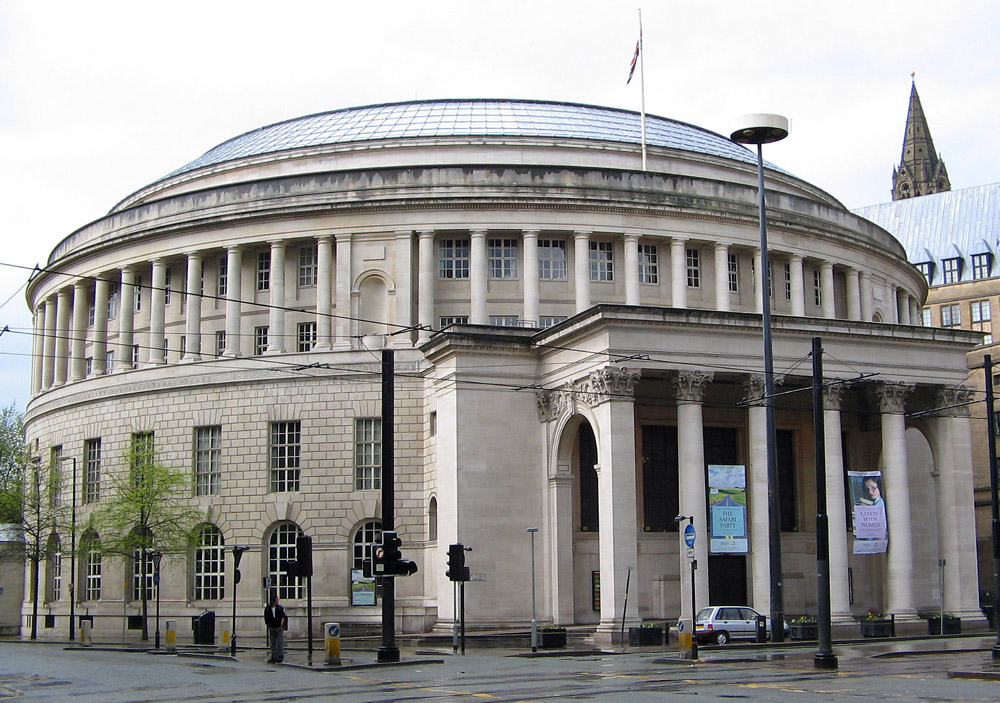
Bibliothèque municipale de Manchester

Depuis la réforme anglicane de 1538, il était entendu que les fidèles devaient avoir accès à la lecture de la Bible. Thomas Cranmer ordonna qu'un exemplaire de la traduction de Myles Coverdale soit placé dans toutes les églises, où il devait être enchaîné à la chaire. Des lecteurs pouvaient en faire la lecture aux analphabètes. Plus tard, le livre de John Foxe, Book of Martyrs, sera également disponible (mais enchaîné) dans de nombreuses églises du royaume pour l'édification des fidèles. L'idée est posée que l'ensemble des sujets du roi doivent avoir librement accès à ce qui forme le socle incontournable de l'éducation chrétienne, la Bible, le livre par excellence.
Au début de l'âge baroque, de nombreuses bibliothèques voient le jour dans les villes de Grande-Bretagne, soit à l'initiative d'institutions ou de sociétés savantes, soit à celle d'éléments de la petite bourgeoisie urbaine désireux de parfaire leur instruction. La bibliothèque de Norwich ouvre ses portes en 1608, six ans après la fondation de la bibliothèque ouverte à la "république des savants" par Thomas Bodley, la Bodleian Library, et cent quarante-cinq ans avant la fondation du British Museum. Cette bibliothèque pourrait être la première institution de ce genre placée sous l'autorité d'une municipalité provinciale, titre qui lui est disputé par la bibliothèque Francis Trigge de Saint-Wolfram à Grantham, dans le Lincolnshire, dont la fondation précède de dix ans celle de Norwich puisqu'elle est créée en 1598 par le recteur de la localité voisine de Welbourne. Les livres y sont enchaînés comme l'étaient la Bible et le Livre des martyrs.
On peut citer parmi les autres bibliothèques publiques britanniques des débuts celles de Ipswich (1612), de Bristol (fondée en 1613 et inaugurée en 1615) et enfin de Leicester (1632). L'école de Shrewsbury ouvre également ses portes aux résidents de la ville.
D'autres municipalités revendiquent l'honneur d'avoir été parmi les premières à ouvrir des bibliothèques au grand public. C'est le cas de Bristol, avec la bibliothèque des  Kalendars ou Kalendaries, association de clercs et de laïcs rattachés à l'église de Tous-les-Saints. Les archives indiquent qu'en 1464, des dispositions avaient été prises pour construire une bibliothèque sur le site de la maison des Kalendars. Référence est faite à un acte notarié de l'époque indiquant que "tous ceux qui le souhaitent pour l'amour de l'instruction doivent avoir entrée et accès libre à certaines heures du jour".
De nombreux libraires et éditeurs pratiquent également le prêt à Londres et dans les grandes villes de province, par exemple Bath où réside un public cultivé prêt à s'acquitter d'un droit pour pouvoir emprunter des ouvrages. La librairie de prêt payante, appelée circulating library, devient extrêmement populaire, mais elle est réservée à une certaine classe sociale.
Au milieu du XIXe siècle, l'Angleterre possédait 274 bibliothèques qui fonctionnaient avec un système d'abonnement, et l'Écosse, 266.

#### États-Unis

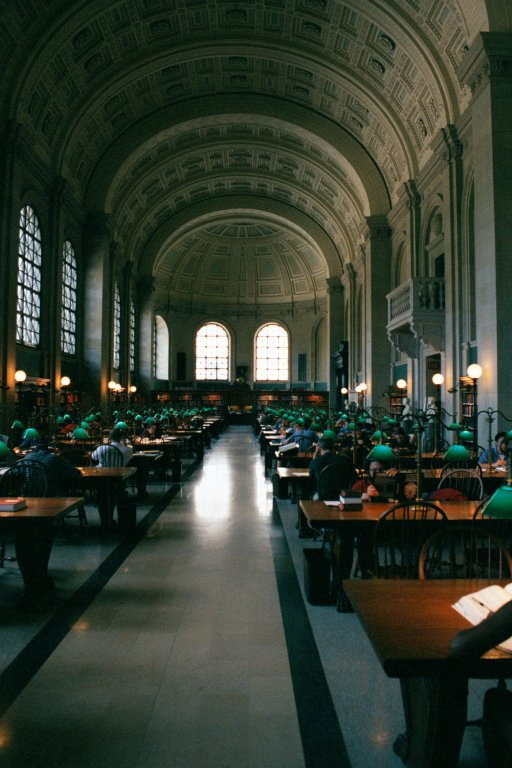
Bates Hall, salle de lecture de la bibliothèque de Boston

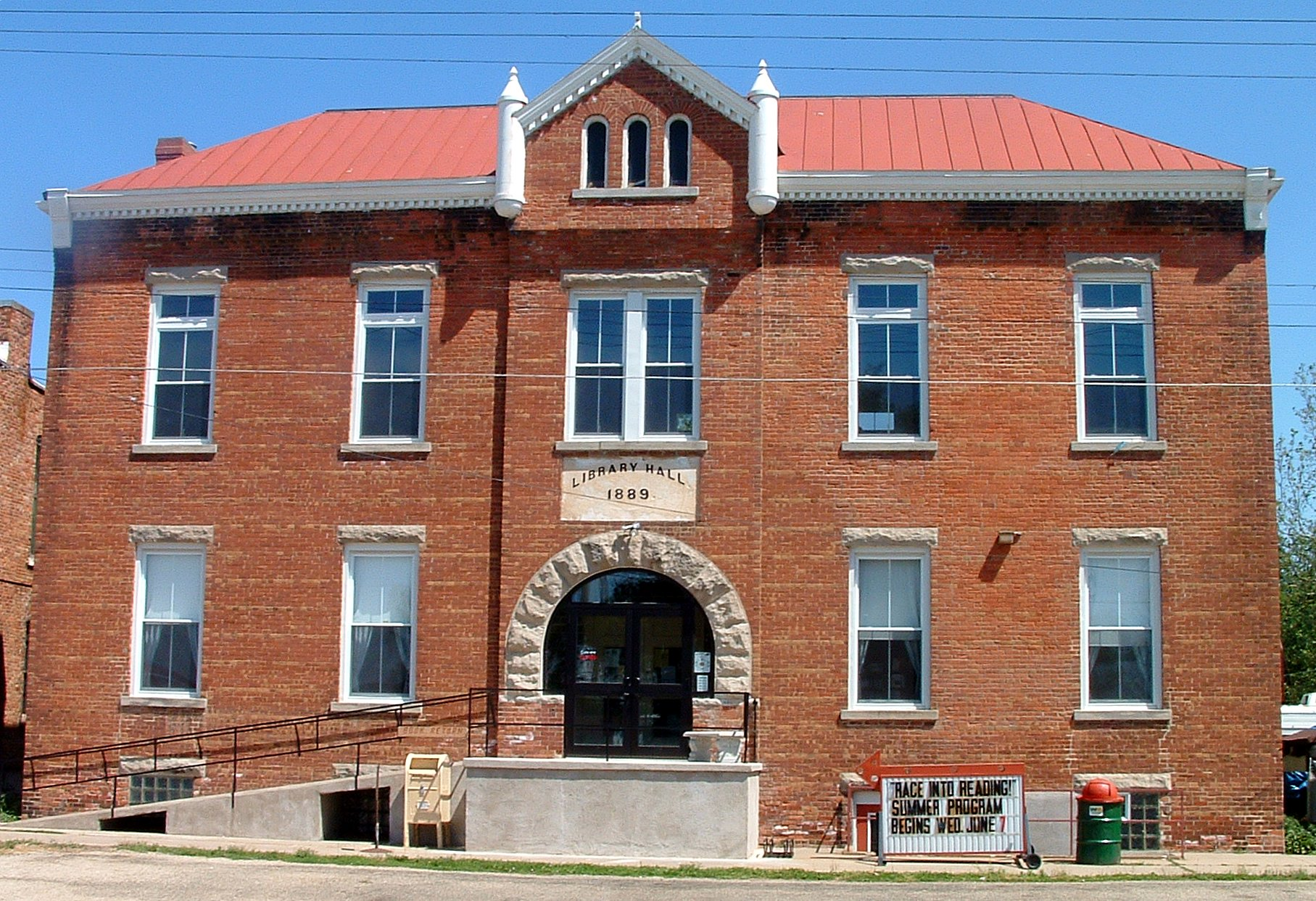
Bibliothèque municipale d'Altona, Illinois

Dans un ouvrage très peu conventionnel, The Tribes and the States, William James Sidis affirme que la bibliothèque publique est une institution d'inspiration américaine et que la première bibliothèque municipale a ouvert ses portes à Boston en 1636. La Boston Public Library est toujours en activité. Par ordre d'ancienneté viendraient ensuite la bibliothèque provinciale du presbytère de St. Philipp, à Charleston (1698), et la bibliothèque de Philadelphie fondée par Benjamin Franklin et ses amis en 1731. Elle est constituée en société et instaure le prêt aux abonnés. Ceux-ci achètent une participation à la bibliothèque sous forme d'actions, l'argent ainsi récolté servant à enrichir le fonds. Tout abonné où actionnaire a le droit d'utiliser les ressources de la bibliothèque. La compagnie de la bibliothèque de Philadelphie existe toujours aujourd'hui. C'est une société à but non lucratif, qui fonctionne comme bibliothèque de recherches indépendante.
Parmi les bibliothèques notoires aux États-Unis, on peut encore citer la bibliothèque publique de Franklin, Massachusetts, constituée à partir d'une dotation de livres faite par Benjamin Franklin pour remercier la municipalité d'avoir donné son nom à la ville; la bibliothèque de Scoville, à Salisbury, Connecticut, qui date de 1803 et pratique le prêt gratuit pour la première fois dans l'histoire américaine; la première bibliothèque construite avec un financement public à Peterborough, dans le New Hampshire en 1833.

### Révolution des mentalités au début duXIXesiècle
Après la révolution américaine et la révolution française, les revendications de justice et d'égalité se posent également dans le domaine de l'instruction et de l'accès à la culture. Une grande partie de la population mondiale est encore totalement illettrée, et il faudra attendre le milieu du XIXe siècle pour que les progrès de l'instruction publique soient accompagnés d'une véritable démocratisation de l'accès au livre par l'ouverture de bibliothèques due à l'initiative publique mais parfois aussi à l'action privée de philanthropes. L'Angleterre et les États-Unis font encore figure de précurseurs dans ce domaine.
En Grande-Bretagne, le début d'un réseau national de bibliothèques publiques proprement dites remonte à une loi cadre de 1850. Avant cette date, les musées municipaux de Warrington et de Salford avaient ouvert leurs locaux à une bibliothèque, dans le cadre de la loi sur les musées de 1845. Manchester fut la première ville à ouvrir une bibliothèque de prêt gratuit, sans frais d'inscription, en 1852. Norwich est la première municipalité à avoir eu recours à la loi sur les bibliothèques de 1850 qui autorisait la perception d'une taxe d'un demi penny dans toutes les agglomérations de plus de 100 000 habitants afin de subventionner la construction de bibliothèques publiques, mais non l'achat des livres. Mais la bibliothèque de Norwich n'ouvre qu'en 1857, en onzième position derrière des municipalités telles que Winchester, Manchester, Liverpool, Bolton, Kidderminster, Cambridge, Birkenhead et Sheffield.

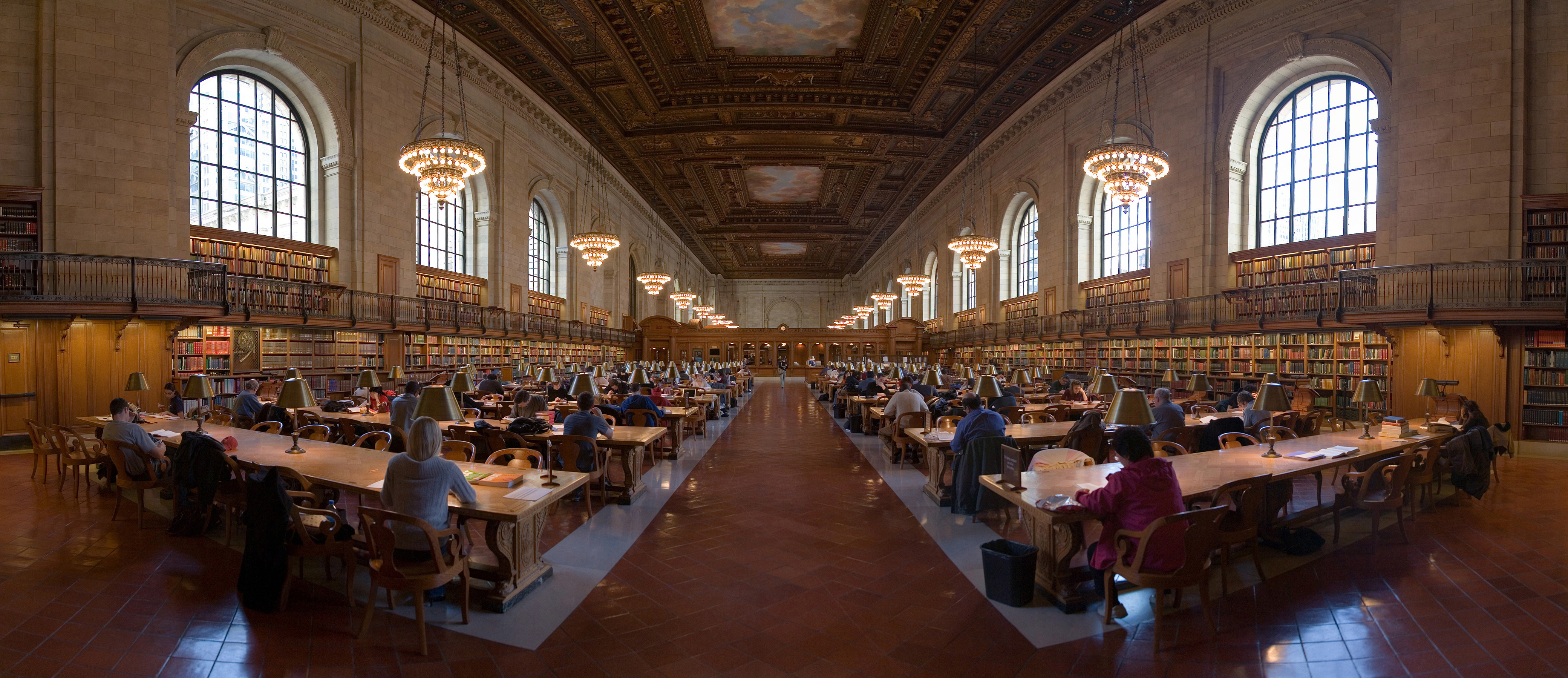
Une salle d'étude de la bibliothèque municipale de New York

La bibliothèque municipale de New York, dont la construction commence en 1849 se termine en 1901, devient une des plus importantes aux États-Unis. Le gouverneur Samuel J. Tilden (1875) était un bibliophile. Il pensait que les Américains devraient avoir accès à la lecture et à l'instruction gratuitement.
Le millionnaire et philanthrope américain Andrew Carnegie finance le développement du nombre des bibliothèques publiques dans le monde anglo-saxon à partir de la fin du XIXe siècle. Aux Pays-Bas, les premières bibliothèques publiques qui ouvrent au début du XXe siècle sont également le résultat d'initiatives privées[source insuffisante].
Cependant il faudra attendre la fin de la Deuxième Guerre mondiale pour que l'Europe dans son ensemble se voie dotée d'un réseau de bibliothèques publiques et de gros progrès restent à accomplir dans de nombreux pays pauvres. Plusieurs bibliothèques publiques soutiennent les bibliothèques en milieu carcéral.

## Les bibliothèques publiques en France

### Les origines
Le concept de bibliothèque publique est d'origine anglo-saxonne (public library). Il est importé en France au début du XXe siècle par Eugène Morel, qui parlait à l'époque de librairie publique. Si la quasi-totalité des bibliothèques publiques françaises sont des services dépendants de collectivités territoriales, il existe des microbibliothèques financées par des fondations privées.
Avant cela, Claude Sallier (1685-1761), bibliothécaire du roi, avait eu une idée avancée pour l’époque : mettre la culture à la portée de tous. De 1737 à 1750, il fit parvenir à la ville de Saulieu des caisses de livres qui constituèrent ainsi « la première bibliothèque publique » de France.
Une ordonnance royale du 22 février 1839 fixe les mesures capables d'assurer l'ordre, l'ensemble et la régularité des bibliothèques publiques du royaume.

### La Bibliothèque publique d'information
La Bibliothèque publique d'information (BPI), située au sein du Centre Georges Pompidou à Paris, est un établissement public sous tutelle du Ministère chargé de la culture. Ouverte à tous, elle est réservée à la consultation sur place.

### Les bibliothèques municipales ou intercommunales
Les bibliothèques municipales ou intercommunales, dépendent des communes ou groupements de communes concernés. Elles sont ouvertes à tous et permettent la consultation sur place et le prêt à domicile. Certaines conservent des collections patrimoniales.
Lors de l'introduction vers 1982 des enregistrements de documents audiovisuels dans les bibliothèques municipales - il s'agissait à l'époque de cassettes au format Betacam et surtout au format VHS - le terme de médiathèque a été utilisé pour marquer l'extension de leurs activités. Il est depuis couramment et officiellement employé par de nombreuses villes et même départements.

### Les bibliothèques départementales de prêt
Les bibliothèques départementales de prêt (BDP), dépendent des conseils départementaux. Ce sont principalement des services d'aide aux petites bibliothèques municipales.
Dans les plus petites communes rurales, les bibliothèques, soutenues par la BDP, sont gérées par des bénévoles. On les appelle également bibliothécaires volontaires.

## Les bibliothèques publiques en Belgique

### En Fédération Wallonie-Bruxelles (ancienne Communauté française de Belgique)
Les bibliothèques publiques reconnues en Fédération Wallonie-Bruxelles (partie francophone de la Belgique) sont, en vertu de la législation actuelle (le décret du 30 avril 2009 et son arrêté d’application du 19 juillet 2011), soit des Opérateurs directs (bibliothèques locales, itinérantes ou spéciales), soit des Opérateurs d’appui. Ceux-ci sont localisables sur la carte interactive suivante. Il existe également une bibliothèque dépôt : La Réserve centrale du Réseau public de la Lecture de la Fédération Wallonie-Bruxelles.

#### L'opérateur direct - bibliothèque locale
Il vise la population d'une ou de plusieurs communes (territoire de compétence) et peut être organisé en réseau composé de différentes entités bibliothèques.
Certaines bibliothèques locales peuvent par ailleurs être reconnues comme offrant et assurant « la conservation d’une collection encyclopédique disponible pour les opérateurs directs et les usagers du Service de la Lecture publique d’un territoire plus large que celui visé par leur reconnaissance » (article 18 du décret). Ces opérateurs assistent en termes de collections d'autres bibliothèques locales qui se trouvent à proximité (souvent plusieurs communes avoisinantes, ou un arrondissement).

#### L'opérateur direct - bibliothèque itinérante
Dans les localités dépourvues de bibliothèques, cet opérateur permet un accès au service de lecture publique via le prêt direct. Elle assiste également les bibliothèques locales en s'arrêtant, sur leur territoire de compétence, aux endroits que celles-ci lui désignent. Le prêt au niveau local ou interlocal est organisé par les provinces avec un ou plusieurs bibliobus.

#### L'opérateur direct - bibliothèque spéciale
Il permet un accès à la lecture publique aux personnes qui sont dans l'incapacité de profiter des services des bibliothèques publiques "traditionnelles" (personnes aveugles et amblyopes ou personnes malades handicapées, âgées immobilisées et/ou accueillies dans des institutions). Actuellement, les bibliothèques spéciales reconnues par la Fédération Wallonie-Bruxelles s’adressent toutes à un public aveugle ou malvoyant.

#### L'opérateur d'appui
Il assiste les bibliothèques locales, itinérantes et spéciales qui se trouvent sur son territoire de compétence. Son territoire de compétence est soit une province ou la Région de Bruxelles-Capitale (et vise les bibliothèques de ce territoire), soit la Fédération Wallonie-Bruxelles (et est organisé directement par celle-ci au bénéfice de l’ensemble du Réseau public de la Lecture). Il intervient en seconde ligne pour aider les opérateurs directs à rencontrer leurs missions et apporte son aide aux pouvoirs organisateurs qui souhaitent obtenir la reconnaissance de leur bibliothèque.
Il existe 6 opérateurs d’appui :
- Bibliothèque centrale pour le Brabant wallon
- Bibliothèque centrale pour la Région de Bruxelles-Capitale
- Bibliothèque centrale du Hainaut
- Bibliothèque centrale de la Province de Liège
- Bibliothèque centrale de la Province de Luxembourg
- Bibliothèque centrale de la Province de Namur

#### La Réserve centrale du Réseau public de la Lecture de la Fédération Wallonie-Bruxelles
La Réserve centrale du Réseau public de la Lecture de la Fédération Wallonie-Bruxelles est un service extérieur du Service de la Lecture publique. Il est reconnu comme un opérateur d’appui communautaire. Mis en place en 2004 à la demande des acteurs du Réseau public de la Lecture, il reçoit une partie des ouvrages retirés des collections des bibliothèques. À la fois réservoir et lieu de réorientation, il donne aux bibliothécaires la garantie que la plupart des documents qui y seront transférés connaîtront une seconde vie. Ils seront soit récupérés au sein du réseau de la Lecture publique via notamment le prêt interbibliothèques, soit ils seront réorientés au sein notamment de fonds spécialisés ou donner à des associations. La Réserve centrale possède également une réserve précieuse pour conserver les ouvrages ayant une valeur patrimoniale. En parallèle à ses missions spécifiques de traitement des ouvrages élagués, la Réserve centrale coordonne un plan de conservation partagée des périodiques imprimés afin d’aider les bibliothécaires dans la gestion documentaire des périodiques. Ce plan de conservation partagé est visible sur Perioclic.be.

#### Législation
À l'origine, les conditions de reconnaissance des bibliothèques publiques ont été fixées par la loi du 17 octobre 1921 relative aux bibliothèques publiques. En ce qui concerne la Communauté française, cette loi est abrogée et remplacée par le décret du 28 février 1978 organisant le Service public de la Lecture. La législation intègre ensuite l'arrêté du Gouvernement de la Communauté française du 14 mars 1995 relatif à l'organisation du service public de la lecture. Le décret du 30 avril 2009 relatif au développement des pratiques de lecture organisé par le réseau public de la lecture et les bibliothèques publiques et son arrêté d'application du 19 juillet 2011 remplacent le décret de 1978. Après une législation qui a insisté sur la professionnalisation du secteur, celle-ci vise à permettre aux opérateurs une adaptation la plus efficace possible à leurs réalités territoriales dans le but de développer les pratiques de lecture de la population en Fédération Wallonie-Bruxelles.

## Les bibliothèques publiques en Allemagne
Il existe une très grande hétérogénéité parmi les bibliothèques publiques en Allemagne et leur importance varie d'une institution à l'autre.
En général elles relèvent de la compétence des arrondissements, des villes ou des communes. La plus grande liberté est laissée à l'organisation et à la constitution du fonds des bibliothèques, dont résultent de très grandes disparités au niveau de l'offre de lecture selon les endroits. Il n'existe aucune législation qui régisse les bibliothèques, que ce soit au niveau des régions ou de l'état fédéral, contrairement à ce qui se passe pour les archives, qui elles sont soumises à une législation nationale.
Dans les grandes villes il existe généralement un système hiérarchisé, avec une bibliothèque municipale et des bibliothèques de quartier. En dehors des zones urbanisées on trouve des bibliobus, ou de petites structures locales. L'activité des bibliothèques est encadrée dans les régions par des services techniques spécialisés qui dépendent de l'état.
Outre les bibliothèques qui relèvent de l'autorité communale, il existe également des bibliothèques publiques ouvertes par l'église catholique (katholischen öffentlichen Büchereien ou KÖB) ou par les synodes protestants (Evangelischen öffentlichen Büchereien ou EÖB), établissements publics qui peuvent être soutenus financièrement par les régions ou les communes. La gestion de ces structures et leur animation sont confiés principalement à des bénévoles. La plupart des diocèses possèdent des services techniques analogues à ceux du service public capables de venir en aide aux bibliothèques, notamment pour former les bénévoles.
Les bibliothèques d'accès restreint, comme les bibliothèques d'entreprise, les bibliothèques en milieu carcéral ou hospitalier, sont considérées comme bibliothèques publiques.
L'image des bibliothèques publiques ont radicalement changé sous l'influence des changements sociaux et avec l'apparition des nouvelles technologies. Elles forment le socle de toute l'institution éducative et constituent le service le plus sollicité par toutes les couches sociales et toutes les classes d'âge dans les communes.

## Les bibliothèques publiques au Québec

### Histoire
Avant 1760, il n’y avait que des bibliothèques privées et de communautés religieuses en Nouvelle-France. Le premier usage du terme « bibliothèque publique » au Québec est employé en 1760 par l'évêque de Québec, Mgr Henri-Marie du Breil de Pontbriand dans son testament. C'est toutefois seulement en 1779 que la première bibliothèque publique de souscription, la Bibliothèque de Québec, fait son apparition selon les directives du gouverneur Frederick Haldimand. Essentiellement réservée à la bourgeoisie, c'est un outil de propagande antirévolutionnaire pour la cause britannique et destiné à critiquer la Guerre de l'Indépendance des États-Unis. Qualifiée de « vecteur idéologique », elle a pour but de doter le Québec d'une institution politiquement susceptible aux désirs de la Couronne.
En 1796, à Montréal, la Bibliothèque de Montréal est fondée par un groupe de marchands, politiciens et hommes de loi nommé La Compagnie des Propriétaires de la Bibliothèque. Elle se dote d'une « chambre de nouvelle » et dépend des souscriptions de ses membres, faisant écho à la Library Company of Philadelphia de Benjamin Franklin.

#### XIXesiècle
Le développement des bibliothèques publiques au Québec au XIXe siècle est marqué par les divisions culturelles entre les communautés anglophones et francophones, ainsi que par les luttes de pouvoir entre les élites libérales et les élites conservatrices appuyées par le clergé catholique. Ces tensions culturelles et idéologiques autour de la création de bibliothèques publiques, et plus généralement de l'éducation publique, auront pour conséquence de faire prendre au Québec un retard important par rapport au reste du continent où le mouvement des bibliothèques est en pleine expansion. Retard que le Québec ne commencera pas à rattraper avant la Révolution tranquille et qui se fera sentir jusqu'à la fin du XXe siècle,.
Dès la fin du XVIIIe siècle, les institutions bilingues mises en place au Québec par les autorités britanniques sont remises en question par les élites francophones. En 1795, le clergé catholique et les élites canadiennes-françaises cessent leurs appuis à la bibliothèque fondée par Haldimand. Ce retrait signale le début de la fin pour les institutions bilingues qui sont de plus en plus considérées comme inadéquates pour répondre aux aspirations culturelles de la population canadienne-française,. La bibliothèque en particulier est perçue comme un outil pour l'anglicisation et l'impérialisme culturel britannique.
Cette perception est largement alimentée par le clergé catholique qui voit l'alphabétisation de la population francophone comme une menace directe à leur pouvoir politique. À la suite de la Révolution française de 1789, plusieurs membres du clergé français ont fui au Québec et sont devenus une force politique montante dont le pouvoir reposait sur l'importance démographique de la population canadienne-française catholique. Dans cette perspective, le clergé se pose en protecteur absolu de la culture canadienne-française contre les influences de la religion protestante et les idées libérales associées à la Révolution française. Ce rôle de protecteur de l'identité culturelle du clergé passe nécessairement par un strict contrôle de la lecture et de l'éducation, ainsi que par une séparation culturelle des communautés anglophones et francophones.
Malgré ces tendances, la participation des francophones aux institutions bilingues continue, en particulier à Montréal, d'être significative, bien que minoritaire (au début du siècle, près du quart de 168 membres de la Montreal Library sont francophone). Au cours des premières décennies du siècle, cette participation s'étiole et la faillite des institutions littéraires bilingue reflète la division sociale grandissante entre les communautés linguistiques du Québec dans les années 1820 et 1830. Notant le peu de participation francophone à ces institutions, Isidore Lebrun en 1833 note que « l’antipathie l’emporte encore sur le besoin d’apprendre la théorie des arts ».
C'est dans ce contexte qu'en 1825 la Chambre d'assemblée du Bas-Canada qui allait devenir l'Assemblée nationale (Québec) ouvre au public sa bibliothèque parlementaire mise sur pied en 1802. Étienne Parent, qui porta le titre de premier bibliothécaire de 1833 à 1835, rapporte le succès de l'initiative et la fréquentation notamment par des étudiants.
Le début du XIXe voit aussi la prolifération de nombreuses salles de lectures de périodiques, d'associations privées de lecture et d'instituts d'éducation technique dont le développement sera aussi influencé par les divisions linguistiques, politiques et économiques. L'émergence du mouvement des Mechanics’ Institutes, originaire de Grande-Bretagne et populaire dans l'Amérique anglophone, trouve écho dans la société québécoise qui développe aussi l'équivalent francophone, les Instituts des artisans. Appuyés par le monde des affaires soucieux du rendement et de l'encadrement moral de la classe ouvrière, ces Instituts visaient à répondre à la demande grandissante, causée par la révolution industrielle, pour une main-d'œuvre formée à l'utilisation de nouvelles techniques et de nouveaux outils. Un premier Mechanics’ Institute ouvre ses portes à Montréal en 1828, à la suite d'une initiative de la communauté anglophone organisée par le ministre anglican Henry Esson, qui avait été impliqué dans la création de la Montreal Library. L'institut offre notamment l'accès à une bibliothèque et une salle de lecture des journaux. Ce type d'institutions se répand aussi hors de Montréal où l'on en trouve plus d'une trentaine au milieu du siècle. Leur développement est grandement aidé par des mesures votées au Bas-Canada au milieu en 1851 et 1856 pour subventionner leurs activités, incluant leurs bibliothèques,.
Les élites libérales, particulièrement anglophones et Montréalaise, ont pour leur part développé leur propre écosystème littéraire dominé par les news rooms, reading rooms, exchange and news rooms et peu à peu, la plupart des institutions documentaires s'axent progressivement sur un public anglophone bourgeois. La Montreal Library, dont la salle de nouvelle devient une entité indépendante en 1826, y joue un rôle important, mais connait des difficultés financières en 1827 avant d'être intégrée à la Mercantile Library Association of Montreal peu après sa formation le 27 novembre 1840. Cette nouvelle institution, créée pour répondre au besoin d'informations grandissant des marchands et des commis de langue anglaise, illustre le rôle crucial des journaux pour répondre aux besoins informationnels et culturels de cette nouvelle classe dirigeante du Bas-Canada. La création d'institutions littéraire dans la communauté anglophone est grandement facilitée par le fait que le clergé protestant ne cherche pas, ou du moins pas autant et ni de la même manière, à limiter et contrôler le développement des bibliothèques que le clergé catholique.
La rébellion de 1837, sa répression et les tensions politiques qui s'ensuivent marquent un tournant dans l'évolution culturelle francophone,. Après huit décennies de régime britannique, la population francophone est culturellement marginalisée par la classe dirigeante et connait un taux d'analphabétisme très élevé puisque son accès à l'éducation est lacunaire et sous le contrôle du clergé. La volonté de préserver leur culture en se dotant d'institutions littéraires et d'un système d'éducation adéquat se fait de plus en plus sentir dans la population francophone. Cette volonté explique l'enthousiasme de la population francophone lorsqu'Alexandre Vattemare, en visite au bas Canada, propose le regroupement du Mechanics’ Institute, de la Natural History Society, de la Bibliothèque de Montréal/The Montreal Library, et de la Mercantile Library pour former un Institut de littérature, des sciences et des arts à Montréal. Cependant, après le départ de Vattemare, le projet n'aboutit pas et la population francophone en vient à le percevoir comme un instrument politique d'assimilation culturelle alors qu'ils cherchent à se doter de leurs propres institutions.

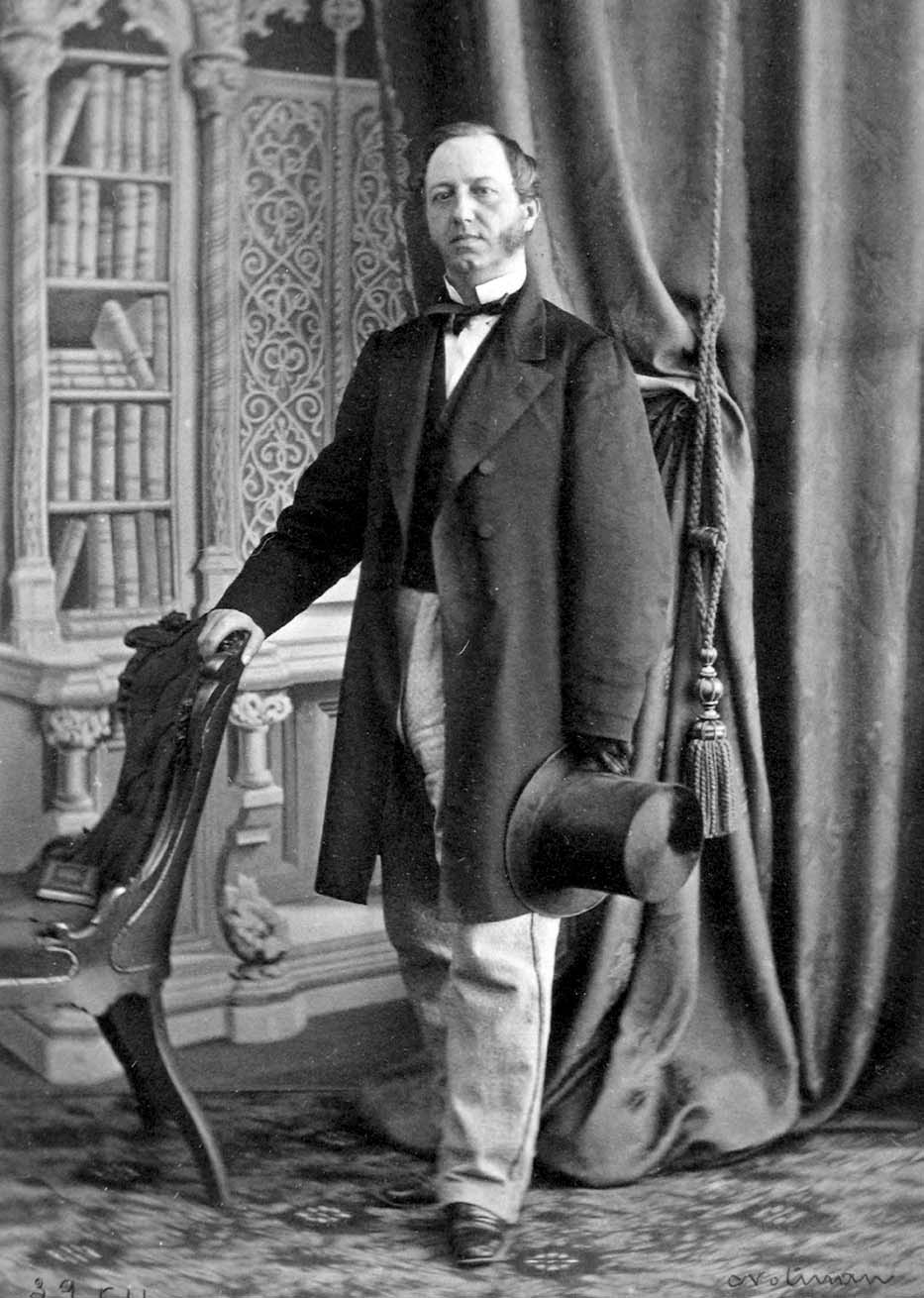
Pierre-Olivier Chauveau est le premier a occuper le poste de premier ministre du Québec et ministre de l'éducation, positions qu'il cumulera de 1867 à 1873.

C'est à travers l'établissement de lois sur l'éducation par Jean-Baptiste Meilleur et Pierre-Joseph-Olivier Chauveau dans les années 1840 que le Bas-Canada cherchera à rebâtir son système d'éducation mis à mal lors de la rébellion et à se doter d'un système de bibliothèques. Nommé Premier surintendant de l’Éducation pour le Bas-Canada en mai 1842, Meilleur propose un modèle de bibliothèques « communes » à l'usage de la population qui seraient reliées aux écoles et placées sous la responsabilité des commissaires scolaires. Il propose le financement public de ces bibliothèques à condition que la population locale contribue des sommes équivalentes. Cependant, le clergé est fortement opposé à cette vision et, dès 1845, il devient rapidement évident que les commissaires d'école feront face à des efforts systématiques des curés qui cherchent à contrôler non seulement les écoles, mais les bibliothèques qui y sont rattachées.
Cette dynamique est renforcée à la suite de l'adoption par l’Assemblée législative du Canada-Uni de la loi scolaire de 1846 qui institutionnalise le caractère confessionnel de l'éducation. De plus, le projet fait face à une vive opposition de la population rurale, hostile à l’imposition de taxes scolaires, qui ira même jusqu'à incendier des écoles lors de la « guerre des éteignoirs». Face à cette situation, Meilleur doit alors faire de plus en plus de place au clergé dans la gestion des écoles et des bibliothèques. Une nouvelle loi en 1849 prévoit l’organisation des bibliothèques « communes » dans les écoles primaires sous l'autorité des commissaires d’écoles, qui sont par contre maintenant sous le contrôle du clergé. Une autre loi adoptée en 1853 augmente le financement public qui est accordé à ces bibliothèques. Le travail de Meilleur pour la promotion de la littératie sera continué par Chauveau, qui lui succède en 1855, et qui tentera en vain de développer des bibliothèques publiques hors du contrôle du clergé. Il occupe le poste de surintendant, devenu ministre après 1867, jusqu'à sa retraite en 1873. Poste qu'il cumulera avec celui de premier ministre après la création de la province de Québec. Son administration connait de nombreux succès dans le développement de l'éducation supérieure francophone et dans l’organisation d’une bibliothèque au siège du Département de l’éducation, mais ne parvient pas à limiter l'influence du clergé dans le domaine de l'éducation et des bibliothèques.

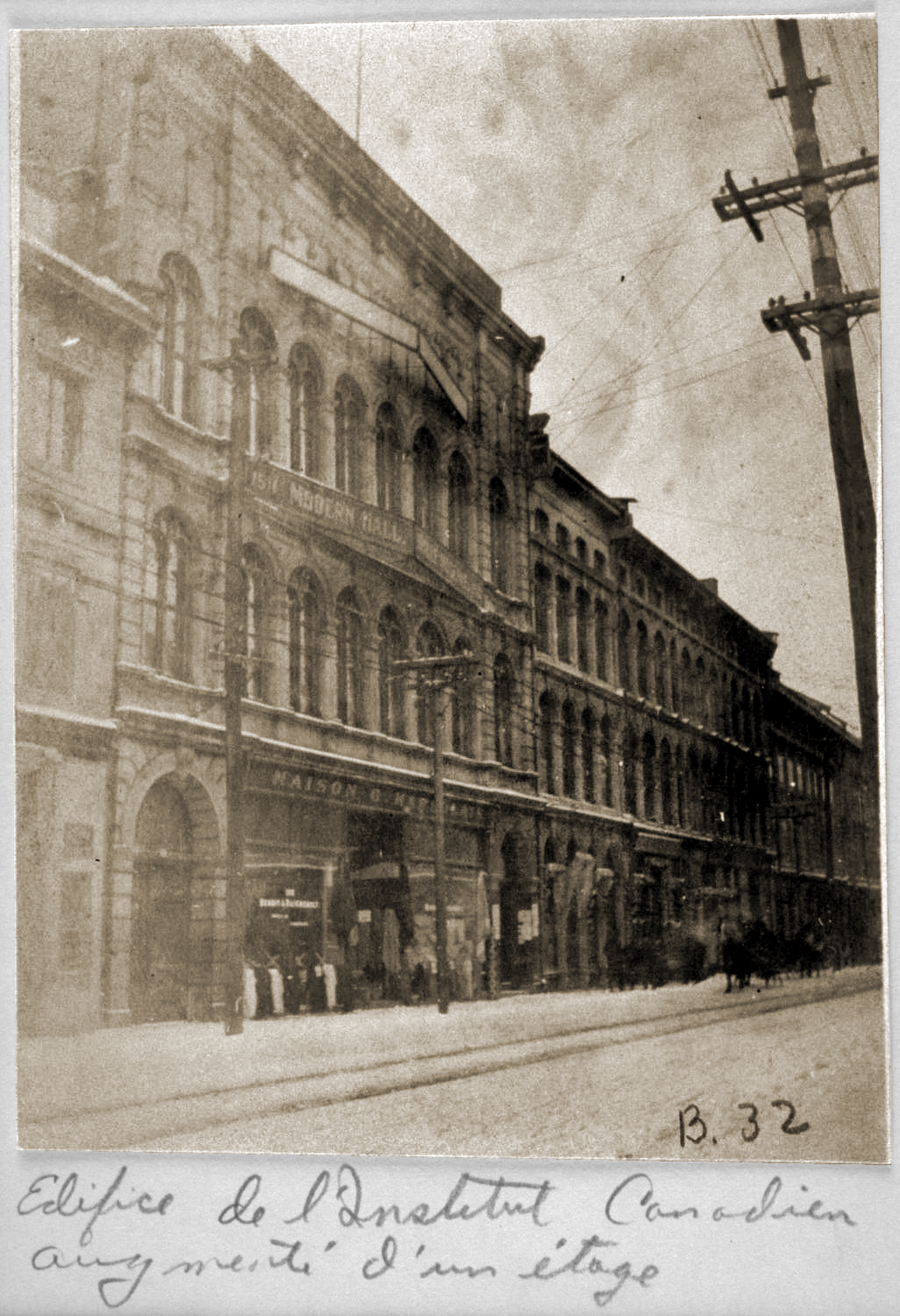
Édifice de l'Institut canadien de Montréal

Le courant de démocratisation de l'éducation et la volonté de sortir celle-ci du giron religieux sont aussi illustrés par la création en 1844 de l'Institut canadien de Montréal, où la bourgeoisie libérale partage ses idées et qui a pour but de « répandre les connaissances utiles » et « d'éclairer le peuple ». En 1847, Antoine Gérin-Lajoie avance que la bibliothèque publique est un moyen plus fiable que les institutions religieuses pour trouver des documents portant sur l'économie, la politique, le commerce et la société. En 1848, l'Institut canadien de Québec est fondé sur les mêmes préceptes que celui de Montréal.

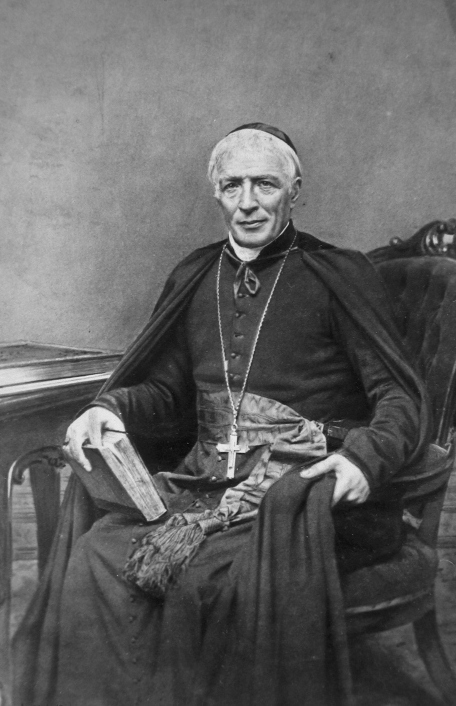
L’évêque Ignace Bourget a joué un rôle important dans l'opposition du clergé aux bibliothèques publiques et à l'Institut canadien, leur préférant le modèle paroissiale et l'Œuvre des bons livres.

Cette tendance favorable à l'éducation et au développement des bibliothèques suscite une grande résistance de l'église Catholique qui craint que la population francophone soit exposée aux influences libérales et protestantes. Libérée de la bourgeoisie parlementaire et laïque francophone influente avant la rébellion de 1837, l'Église du Bas-Canada, sous la direction de l'ultramontain Mgr Bourget, connait une influence ascendante qui aura un impact majeur sur le développement socioculturel du Québec. Le modèle de la bibliothèque paroissiale est mis de l'avant par l'Église qui le considère comme une nouvelle œuvre pastorale liée à l’instruction publique et il devient le modèle dominant à l'extérieur de Montréal. Une « Bibliothèque religieuse et instructive » est ouverte par le curé de la cathédrale de Québec en 1842 qui met aussi sur pied pour gérer l'institution la Société des bons livres de la paroisse de Québec, inspirée du modèle instauré dans les années 1820 par l'Église catholique du diocèse de Bordeaux. Le 17 septembre 1844, le curé de Montréal et supérieur des sulpiciens, Joseph-Vincent Quiblier, en collaboration avec Mgr Bourget, inaugure l'Œuvre des bons livres de Montréal sur le même modèle.
L'Œuvre, qui a pour but de contrer l'influence libérale de l'institut canadien chez un peuple qui s'alphabétise rapidement, veut « endiguer les mauvaises lectures » en favorisant la circulation des lectures qui véhiculent les idéaux catholiques approuvés par le clergé. Mgr Ignace Bourget, perçoit l'Institut canadien de Montréal comme une menace à la foi des fidèles et met sa collection à l'index en 1858. L'institut est la cible d'une deuxième condamnation ecclésiastique en 1869 à l'époque de l'affaire Guibord. Sous les nombreuses pressions du clergé, l'Institut de Montréal, qui a, jusqu'à la fin, défendu son droit d'avoir des membres francophones, anglophones, catholique et protestant, ferme en 1880 alors que l'Institut de Québec se plie aux demandes du clergé,. Après avoir été refusée par la ville de Montréal, par McGill University et par le Club Canadien, la collection de l'institut trouve finalement refuge à la bibliothèque du Fraser Institute en 1885.La création du Cabinet de lecture paroissial en 1857, puis du Cercle Ville-Marie en 1884 et l'implication de plus en plus importante des sulpiciens au sein de la succursale montréalaise de l'Université Laval, ouverte en 1876, consolident l'influence religieuse dans le domaine de l'éducation et des bibliothèques. En 1875, le ministère de l'Éducation redevable devant l'Assemblée nationale est remplacé en raison de son caractère jugé laïcisant par le rétablissement d'une surintendance relevant des Comités catholique et protestant, ce qui sonne le glas du développement des bibliothèques scolaires « communes » telles qu'imaginées par Meilleur,.
Malgré le soutien du clergé, le modèle de la bibliothèque paroissiale pourtant dominant ne parvient pas à avoir un impact important dans la province et surtout, il ne répond pas aux besoins des communautés francophones ni à leurs nouvelles réalités de plus en plus urbaine. En particulier, les élites libérales urbaines, en réaction à la fermeture de l'Institut canadien, cherchent à redévelopper la bibliothèque publique dans la province. On compte parmi les principaux militants pour les écoles et les bibliothèques publiques l'avocat Raoul Dandurand et sa femme Joséphine Marchand, qui fondent l'Œuvre des livres gratuits pour aider les écoles à bâtir des collections. En 1880, la ville de Montréal reçoit une première demande officielle pour fonder une bibliothèque publique durant la crise à l'Institut canadien. Le clergé, et en particulier les sulpiciens, s'oppose férocement à ce projet et réussit à le contrecarrer systématiquement jusqu'au début du XXe siècle malgré les demandes grandissantes pour ce type d'institution au sein de la population francophone,.
L'essor du syndicalisme québécois dans les années 1880 est aussi une force mobilisatrice pour la cause de l'éducation et des bibliothèques publique. En particulier, l'Ordre des Chevaliers du Travail, militant pour la transformation radicale du capitalisme par le rassemblement des travailleurs, réclame, dans son programme de 1885, un réseau d'écoles du soir et de bibliothèques publiques pour la classe ouvrière. En 1886, trois candidats ouvriers se présentent aux élections provinciales avec une plateforme inspirée par l'Ordre des Chevaliers du Travail. Les trois candidats sont défaits lors de l'élection, mais le 16% des voix capturées par le mouvement ouvrier et leurs propositions de bibliothèque publiques retiennent l'attention du vainqueur de l'élection, Honoré Mercier.
Honoré Mercier a posé les premières pierres de la fondation sur laquelle s'est bâti le financement municipal des bibliothèques publiques au Québec. Homme politique et bibliophile, il était conscient et soucieux d’offrir un accès gratuit à l’alphabétisation et à l’éducation en donnant accès à des bibliothèques gratuites, tant aux citoyens des milieux ruraux qu'à ceux des villes. Pendant que le phénomène des bibliothèques publiques s’implantait un peu partout en Amérique du Nord, le Québec commençait déjà à afficher un retard notable.

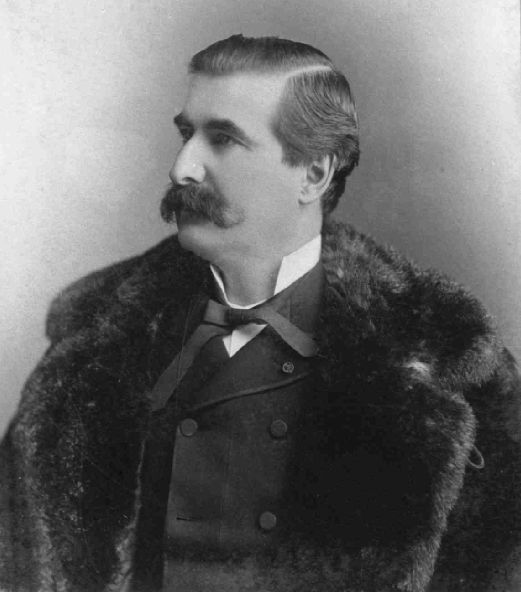
Honoré Mercier a jeté les bases du financement public des bibliothèques au Québec.

En 1883, Honoré Mercier est alors second chef du Parti libéral du Québec et aussi chef de l'opposition face au Parti conservateur du Québec (1850-1935) sous Joseph-Alfred Mousseau. Il présente pour la première fois un projet de loi inspiré par la loi sur les bibliothèques publiques de l'Ontario de 1882 qui vise à favoriser l'expansion de bibliothèques publiques au Québec. Soulevant de vives réactions, voire des protestations, de la part du clergé et des conservateurs, Mercier abandonnera son projet de loi avant même qu'il ne soit imprimé,. À la suite du troisième incendie de la bibliothèque parlementaire à Québec le 19 avril 1883, Mercier prend part au comité de la bibliothèque en 1884. On y adoptera notamment une politique visant à encourager la collecte de livres canadiens ainsi que ceux propres à l'Amérique française. En 1887, premier ministre du Québec et à la tête du Parti national (Québec), Honoré Mercier alloue différents budgets à l'achat et à la distribution de livres notamment dans les écoles. Soucieux d'offrir un accès gratuit à l'alphabétisation et à l'éducation, il met sur pied une école du soir pour les adultes, précurseur des cours du soir, et des écoles de métiers où les hommes pouvaient apprendre certains métiers. L'on assistera également à une hausse du financement en ce qui concerne l'édition, l'impression et l'achat d'ouvrages conçus sur le territoire québécois. Eugène Rouillard, alors fonctionnaire de l'État, publie un document en 1890 dans lequel il encourage la création de bibliothèques publiques financées par l'état.
Le premier projet de loi est finalement adopté le 30 décembre 1890, cette fois par la voix du ministre Charles Langelier, toujours dans l'optique d'accès à l'éducation de Mercier. Charles Langelier qui prône un accès libre aux livres: « Il ne suffit pas d'apprendre au peuple à lire, il faut encore lui donner de quoi lire ». Le projet de loi a pour nom : « Acte donnant pouvoir aux corporations de cité, ville et village, d'aider au maintien de bibliothèques publiques » et prévoit des subventions publiques allant jusqu'à 2 000 $ annuellement pour l'ouverture de bibliothèques municipale.
Le projet porte initialement fruit et 1890 voit l'inauguration de la bibliothèque des ouvriers à Québec (ville) dans le quartier Saint-Roch (Québec). Grâce à la subvention annuelle de 2 000 $ versé par le gouvernement Mercier, un an après son ouverture on y compte plus de 10 000 lecteurs malgré une modeste collection d'environ 1000 ouvrages. Cependant, le 8 mars 1892, le Parti conservateur du Québec, reprenant le pouvoir, mettra fin au financement des bibliothèques publiques, en citant l'austérité budgétaire et leurs influences libérales sur la population, sans pour autant abroger la loi qui sera utilisée par les communautés anglophones ayant les moyens de financer leurs bibliothèques. Ce revirement entraine notamment la fermeture de la bibliothèque des ouvriers de Saint-Roch (Québec) et un retour en arrière dans le développement des bibliothèques publiques francophones au Québec.
En 1897, une entente entre la Ville de Québec et l'Institut Canadien de Québec permet à l'institution de s'installer à l'hôtel de ville, de transformer sa salle de lecture en bibliothèque publique ouverte au public et de devenir le gestionnaire de la Bibliothèque de Québec. Du côté de Montréal, la question de la création d'une bibliothèque publique revient sur la table en 1892 avec la création d'un comité spécial pour «l'établissement d'une bibliothèque publique gratuite», auquel siège Raymond Préfontaine, et en 1893 avec la proposition de la Société d'Archéologie et de Numismatique de Montréal de sauver le Château Ramezay en y établissant une bibliothèque publique et un musée. Ces projets ne se concrétiseront pas et il faudra attendre le début du XXe siècle pour des développements significatifs dans ce dossier.
Si le changement de politique du gouvernement conservateur, appuyé par le clergé, contribue à aggraver le retard de la communauté francophone dans le développement de ses bibliothèques publiques, la communauté anglophone voit ses institutions se multiplier grâce aux contributions de philanthropes. En 1885, la bibliothèque de l'Institut Fraser devient la première bibliothèque publique anglophone au Québec. Au cours des années suivantes d'autres bibliothèques d'associations voient le jour, la Library and Art Union en 1886 à Sherbrooke, la Montreal Free Library en 1889, la Pettes Memorial Library en 1894, la bibliothèque de Waterloo en 1900, la Haskell Free Library en 1905 et le Mechanics' Institute est intégré à l'Atwater Library,. Grâce au pouvoir octroyé par la loi de 1890, la ville de Westmount établit en 1897 une première bibliothèque publique municipale pour commémorer le Jubilé de diamant de la reine Victoria. La bibliothèque de Westmount ouvre ses portes en 1899 après la construction d'un nouveau bâtiment.
À la fin du siècle, alors qu'on en trouve plus de 200 en Ontario et que les États-Unis en compte plus de 2 600, il n'y a sur le territoire québécois qu'à peine 28 bibliothèques contenant plus de 1 000 volumes.

#### XXesiècle

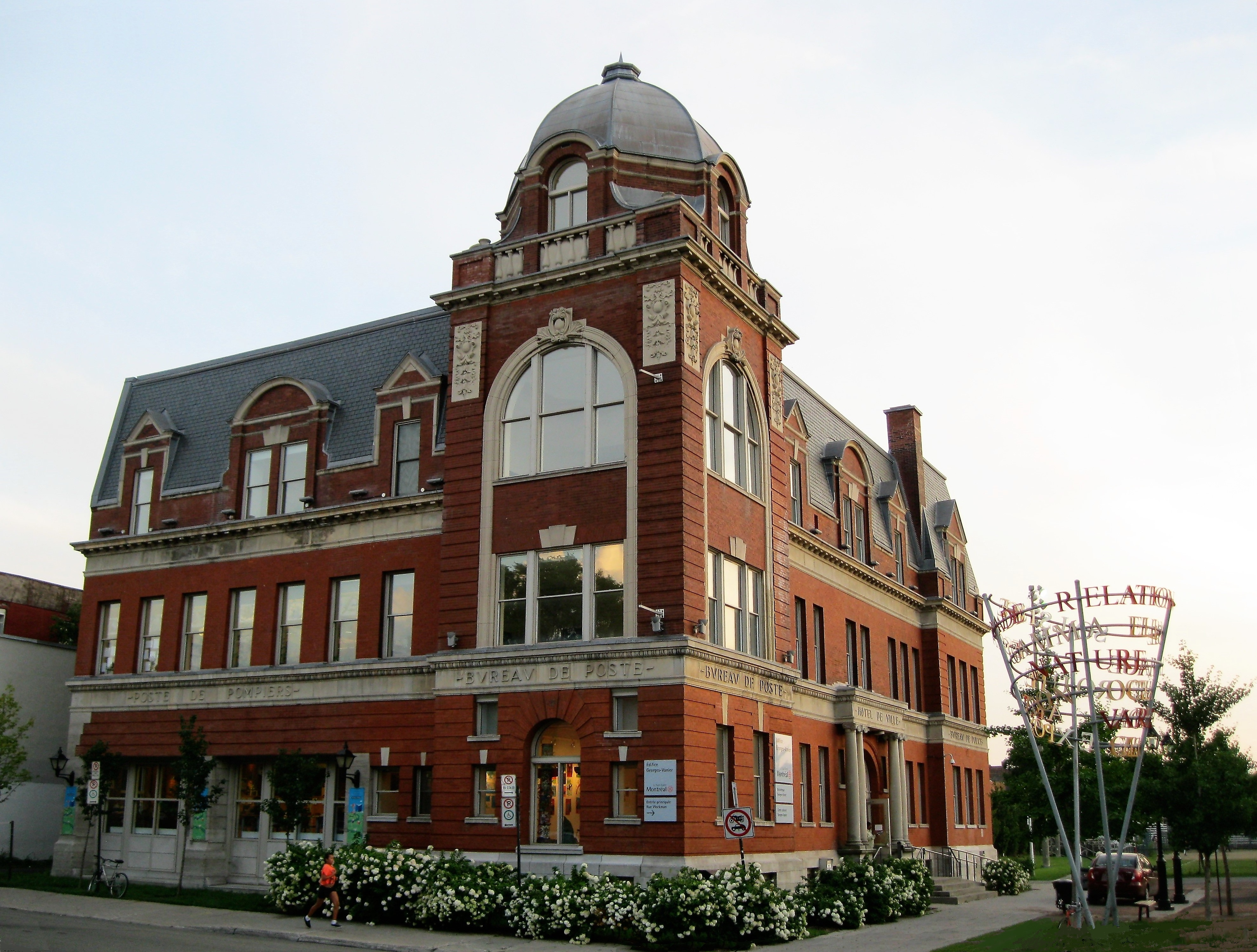
L'édifice Georges-Vanier, où réside la bibliothèque Réjean-Ducharme et le Centre culturel Georges-Vanier.

En 1901, le maire de Montréal Raymond Préfontaine sollicite l'aide d'Andrew Carnegie pour l'établissement d'une bibliothèque publique. Animés entre autres par la présence potentielle du roman de fiction et la censure, des débats font rage entre les médias francophones et le clergé. Les élites traditionnelles, qui prônent un accès ouvert à tous les citoyens pour buts éducatifs, culturels et de loisir, butent contre le raisonnement catholique. L'offre de Carnegie, qui s'engage à payer les coûts de construction de l'immeuble si la municipalité débourse les frais de fonctionnement, est refusée. Les autorités préfèrent créer une bibliothèque d'étude et de consultation dépourvue de livre de fiction. Une bibliothèque scientifique et industrielle voit le jour en 1903, résultat des compromis entre les divers partis impliqués dans l'affaire.
Une mention spéciale doit être faite pour la Bibliothèque publique et gratuite de Sainte-Cunégonde (BPGSC) : celle-ci est considérée comme étant la première bibliothèque municipale francophone au Québec. Créée lors de l’adoption du Règlement concernant l’établissement et l’entretien d’une bibliothèque publique et gratuite dans la cité de Sainte-Cunégonde par le Conseil de ville le 28 septembre 1905, elle ouvre ces portes en janvier 1906 au deuxième étage de l’hôtel de ville. Puis, puisque ce même conseil a voté pour l’annexation du territoire à la ville de Montréal, la Bibliothèque se retrouva sous le contrôle de la Commission de la bibliothèque civique de Montréal, signifiant que cette bibliothèque est aussi la première bibliothèque municipale francophone de la ville de Montréal. La création de la BPGSC n’est pas survenue de nulle part ; non seulement il y avait déjà une bibliothèque commerciale à l’emplacement actuel de la bibliothèque au coin des rues Vinet et Workman depuis les années 1890, mais il y avait beaucoup de support derrière ce projet. Lors de l’adoption du règlement qui établit la bibliothèque, une commission spéciale est créée pour l’administrer et elle incluait le curé pour superviser la gestion de la collection. La bibliothèque avait aussi le support de l’Association Saint-Jean-Baptiste et le Cercle des jeunes gens. Édouard-Zotique Massicotte, qui a fait sa part de convaincre les élus de Sainte-Cunégonde en amassant entre cinq et six milles livres pour la nouvelle bibliothèque, en fut sa bibliothécaire pour la durée de vie de la BPGSC.
Malheureusement, la décision fut prise par la ville de Montréal de fermer ses portes pour transférer sa collection à la nouvelle bibliothèque municipale sur la rue Sherbrooke. Malgré les protestations de son bibliothécaire Massicotte, qui affirma que plus de 10 000 lecteurs fréquentaient la bibliothèque annuellement la BPGSC ferma ses portes durant l’été 1918. Lors de cette fermeture, la collection de 12 000 volumes furent transférés à la nouvelle bibliothèque centrale sur la rue Sherbrooke. Elle ne les rouvrira seulement en 1947 sous le nom de la bibliothèque Workman (d’après le nom de la rue où elle est située), et grâce au soutien de Georges Vanier. Ce dernier, un ancien résident du quartier, fut reconnu dans sa communauté pour son implication lorsque la bibliothèque fut renommée en son honneur en 1985. Plus récemment, la bibliothèque change de nom une autre fois pour celui d’un autre résident fameux du quartier, Réjean Ducharme.
D’autres bibliothèques publiques québécoises de note ont ouvert leurs portes au XXe siècle :
- La Bibliothèque gratuite Haskell : fondé par la veuve québécoise et le fils américain de Carlos Freemen Haskell, Haskell est une bibliothèque transfrontalière et binationale sur la frontière qui desservit les communautés de Stanstead (QC) et de Derby Line (VT) simultanément. Ouverte en 1905, elle a la distinction d’être la seule bibliothèque au monde située sur une frontière internationale et elle possède la vocation de desservir les populations des deux bords de la frontière afin de « souligner liens d’amitié unissant les communautés vivant de part et d’autre de la frontière »[46].

- Di Yidishe Folks Biblyotek : la Bibliothèque publique juive/Jewish Public Library a été fondée en 1914 pour desservir la population juive de Montréal[49]. Après quelques déménagements pour suivre sa communauté, elle est encore présente et engagée « afin de favoriser l’apprentissage juif et de promouvoir le savoir et la créativité »[52].
- La Montreal Children’s Library/Bibliothèque des Jeunes de Montréal : initialement situé à la Bibliothèque du Fraser Institute en 1929, elle était par contre indépendante de celle-ci, étant fondée et gérée par le Local Council of Women[49]. Elle existe encore aujourd’hui, encore indépendante du système de bibliothèque municipale de Montréal et toujours gratuite, avec sa collection créée spécifiquement pour les enfants.

Ces trois bibliothèques sont encore ouvertes au public.

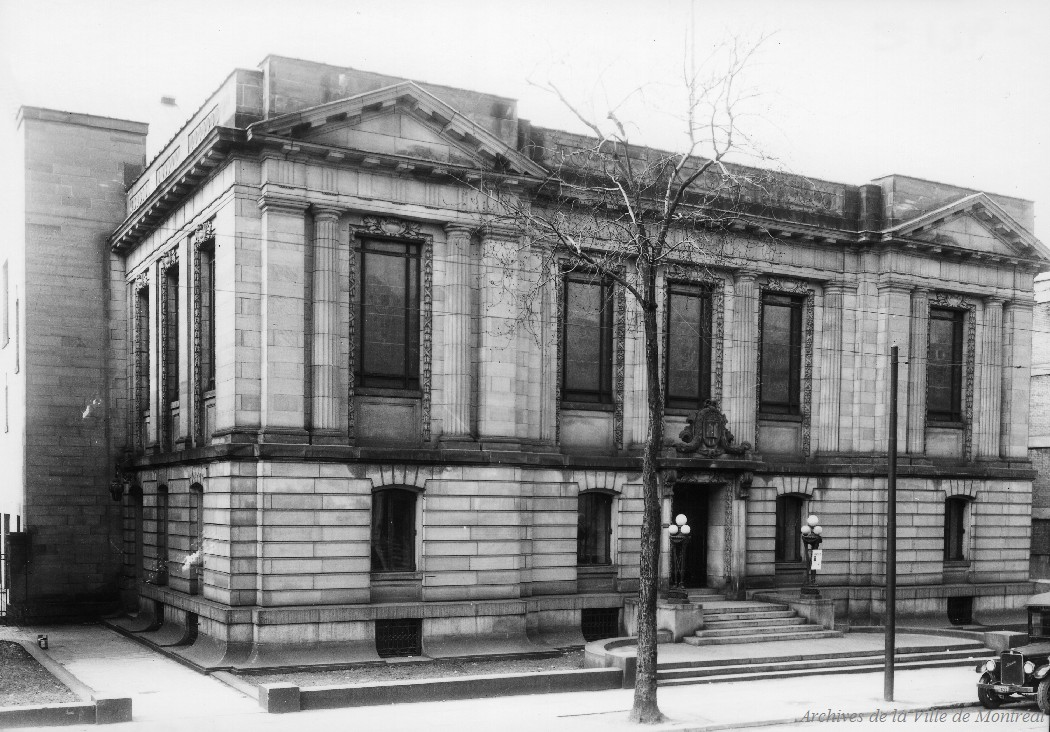
La Bibliothèque de Saint-Sulpice en 1936

L'Église craint l'apparition d'une bibliothèque municipale laïque qui permettrait que le public ait accès à une offre culturelle non confessionnalisé. En 1910, afin d'éviter la parution d'une bibliothèque municipale laïque, les sulpiciens annoncent la fondation de la Bibliothèque de Saint-Sulpice qui est ouverte au public en 1915. Construction encouragée par le clergé, plusieurs voyaient l'initiative comme un moyen pour empêcher une bibliothèque municipale laïque d'être fondée. Elle regroupe les collections de la bibliothèque paroissiale de la rue Saint-Denis, ainsi que des bibliothèques de Notre-Dame, Saint-Jacques et de l'Université Laval à Montréal.

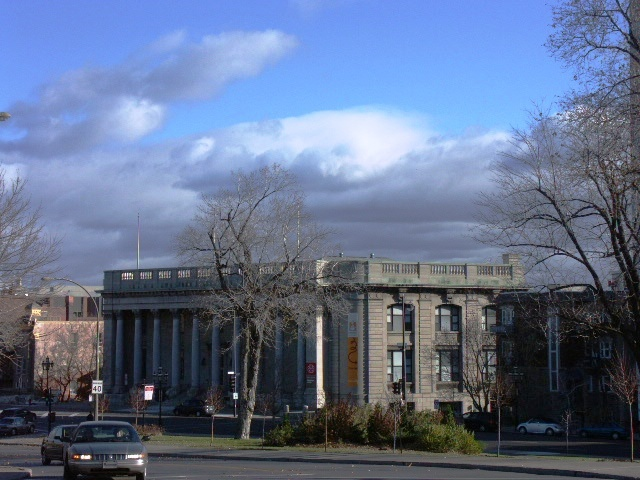
Ancien bâtiment de la Bibliothèque municipale de Montréal, fondée en 1917

La bibliothèque municipale de Montréal est tout de même fondée en 1917 grâce à, parmi d'autres facteurs, l'acquisition par la ville de Montréal des collections de Philéas Gagnon (Canadiana) et Dubois.
Le modèle dominant des bibliothèques publiques au Québec demeure les bibliothèques paroissiales. En 1925, on en compte 230 avec des collections comptant 155 650 volumes. De celles-ci, la fondation de 79 remonte au XIXe siècle. En 1931, la Commission Ridington, une commission d'enquête sur l'état des bibliothèques au Canada, constate l'état quasi moribond des bibliothèques paroissiales. En plus du fait qu'elles sont gérées par des bénévoles sans formation, seulement 50 $ sont dépensés en moyenne par année pour l'achat de nouveaux livres et les heures d'ouverture varient grandement d'une à l'autre.
L'École des bibliothécaires est fondée est 1937. Elle devient en 1961 une part intégrante de l'Université de Montréal et est renommée L'École de bibliothéconomie.
La Commission Tremblay de 1953, visant les problèmes constitutionnels, rapporte que l'éducation est une facette problématique de la société,. Dans son rapport, elle affirme que le gouvernement du Québec se doit de favoriser l'implantation de bibliothèques publiques pour soutenir sa population. Le rapport postule qu'une législation organique sur les bibliothèques publiques et des subsides sont nécessaires.
En 1959, le Québec se dote d'une loi sur les bibliothèques publiques permettant aux villes et aux villages le droit d’avoir une bibliothèque,. En 1960, le Service des bibliothèques publiques est créé. La création d'une politique de lecture publique en 1979, le plan de développement du ministre Denis Vaugeois, permet un essor des bibliothèques municipales autonomes et bibliothèques centrales de prêts. En 1973, André Castonguay nous explique dans son essai le contexte idéologique des bibliothèques publiques québécois, disant que « De façon très schématique, on peut dire que trois éléments importants entrent dans la définition d’une bibliothèque publique: le “savoir” , la diffusion de ce savoir au sein de toute une collectivité, ce qui présuppose un personnel formé dans ce but et une organisation technique adéquate et, enfin, la conviction profonde que l’homme est un être rationnel qui devra être placé devant un éventail suffisamment large de savoir pour qu’il puisse en tirer librement, selon ses besoins, les possibilités culturelles, éducatives, “ informationnelles” et récréatives propres à fonder son autonomie au sens le plus large du terme, permettant ainsi son épanouissement et, partant, celui de la collectivité à laquelle il appartient ».
Puisque la progression des bibliothèques ralentit progressivement par la suite, le gouvernement du Québec met sur pied le Rapport de Commission Sauvageau en 1987. Celui-ci permet de mettre à jour qu'au début des années 1960, il existe 118 bibliothèques municipales autonomes et 11 bibliothèques centrales de prêts pour les populations rurales. Elles desservent 24,2 % de la population, soit 1 336 606 usagers. Plus d'un million d'habitants n'ont toujours pas accès aux bibliothèques, une situation décrite comme « intenable » et « catastrophique ». Le Service des bibliothèques publiques est aboli en 1988 à la suite de remaniements administratif. En 1992, la Loi sur les bibliothèques publiques est abrogée, ce qui a pour conséquence qu'il n'y a « plus vraiment de cadre légal sur les bibliothèques publiques au Québec. […] Le Québec demeure en retard par rapport au reste du Canada en matière de bibliothèque ».
En 1997, à la suite du rapport Richard, la nécessité apparaît pour une bibliothèque nationale. La Grande bibliothèque de Québec (GBQ) est instituée en 1998 pour permettre un accès au patrimoine documentaire.

#### XXIesiècle
En 2001, le gouvernement adopte une loi fusionnant la Bibliothèque nationale du Québec (BNQ) et la GBQ pour former la société d'État de la Bibliothèque nationale du Québec.

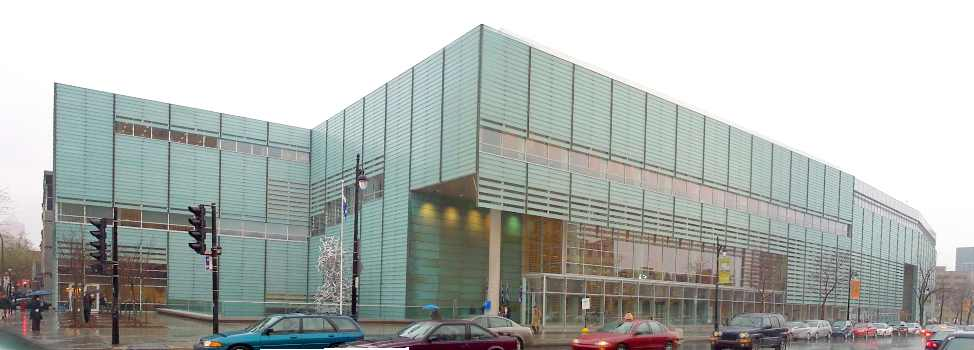
La Grande Bibliothèque de Québec

La BNQ et les Archives nationales du Québec (ANQ) sont fusionnées en 2004 pour former la Bibliothèque et les Archives nationales (BAnQ). La Grande Bibliothèque, édifice de diffusion de la BNQ, ouvre ses portes à Montréal en 2005. La BAnQ s'officialise en 2006 avec la Loi sur la Bibliothèque nationale du Québec, la Loi sur les archives, et certaines autres législations. Elle devient une institution publique regroupant une bibliothèque physique, une bibliothèque virtuelle, le dépôt légal du Québec et les archives nationales.

### Aujourd'hui
Il existe trois types de bibliothèques publiques au Québec. Les bibliothèques publiques autonomes qui sont administrées par les municipalités ou par un conseil d'administration mandaté par des municipalités et qui desservent les municipalités des villes de plus de 5 000 habitants. Il existe aussi des Centres régionaux des services aux bibliothèques publiques (CRSBP) desservant les municipalités de moins de 5 000 habitants. Bibliothèque et archives nationales du Québec (BAnQ) représente le troisième type d'acteur en lecture publique.
La mission des bibliothèques publiques québécoises se réfèrent au manifeste IFLA/UNESCO sur la bibliothèque publique. Cette mission rejoint celles des autres bibliothèques publiques dans le monde étant donné qu’elles doivent toutes se référer à ce manifeste.
L'Association des Bibliothèques Publiques du Québec (ABPQ) contribue efficacement au développement des bibliothèques publiques. L’ABPQ a pour fonction de rassembler les Bibliothèques publiques autonomes et de promouvoir leurs intérêts.
L'encadrement législatif est constitué par trois lois qui incluent des dispositions relatives aux bibliothèques publiques :
1. La Loi sur le ministère de la Culture et des Communications (chapitre M-17.1) qui crée le Ministère de la culture et des communications et dont une partie de cette loi (chapitre 3) concerne les bibliothèques publiques et les centres régionaux de services aux bibliothèques publiques[60].
2. La Loi sur Bibliothèque et Archives nationales du Québec (chapitre B-1.2) qui crée BAnQ avec ses mandats de préservation et d’accès au patrimoine documentaire, détient aussi la responsabilité de la concertation, de la normalisation et du réseautage de l’ensemble des bibliothèques québécoises[60].
3. La Loi sur le développement des entreprises québécoises dans le domaine du livre (chapitre D-8.1) et le Règlement sur l’acquisition de livres par certaines personnes dans les librairies agréées (chapitre D-8.1, r.1)[60]

La Table de concertation des bibliothèques québécoises est une instance nationale qui réunit divers représentants des bibliothèques publiques, scolaires, collégiales, universitaires et gouvernementales, également des représentants des milieux associatifs, municipaux et des commissions scolaires. Son mandat consiste à «assurer un développement cohérent et harmonieux du réseau québécois des bibliothèques, en vue d’améliorer la qualité et la performance des services de ce réseau».
Le réseau des bibliothèques de la ville de Montréal est le plus important de toute la province et compte 48 bibliothèques municipales. L'étude du rôle social de la bibliothèque est un problème complexe qui aurait besoin de beaucoup de monographies, de recherches ponctuelles. C'est un lieu commun que d'affirmer que les véritables bibliothèques publiques sont récentes chez les francophones du Québec. Au début du XXIe siècle, la bibliothèque publique québécoise est confrontée a de nouveaux défis. Les nouvelles technologies de l'information sonneront-elles le glas de cette institution ?
En 2015, on compte 823 bibliothèques publiques au Québec desservant 921 municipalités et avec une moyenne de 3,18 livres par habitant. Les usagers représentent 32,6% de la population desservie et la moyenne des prêts par habitant est de 6,78.

#### Considérations architecturales
Depuis 2005, 45 bibliothèques ont été construites ou réaménagées au Québec. Peu de recherches ont été faites entourant l’architecture et les bibliothèques bien qu'un grand nombre d’écrits ont été faits, par exemple, en muséologie. La construction ou la rénovation d’une bibliothèque publique se veut un reflet de la communauté et de ses aspirations. Comme l’avance David Lankes, « [l]’architecture inspirante des bibliothèques est devenue l’équivalent contemporain d’une cathédrale médiévale, soit une manière concrète pour une communauté d’affirmer son importance ». Ainsi, malgré sa pertinence, peu de recherches ont abordé l’apport de ces aménagements sur la fréquentation des bibliothèques ni sur les caractéristiques que doivent idéalement avoir ces établissements. Marie-Ève Berthiaume s’est penchée sur cette question en relatant des caractéristiques architecturales essentielles pour répondre à la mission des bibliothèques : l’éclairage, le rayonnage, la conception de l’espace, les espaces pour l’étude ou la lecture, les espaces ouverts, l’insonorisation, les formes et la conception énergétique.
L’éclairage n’est pas à être sous-estimé lors de l’aménagement d’une bibliothèque. McCabe et Kennedy affirment que l’éclairage doit être composé avant tout par la lumière naturelle et, ensuite, artificielle afin de créer « a truly flexible facility, one that will provide a custom visual experience for every user ». En revanche, la lumière solaire comporte des effets dommageables si elle est directement en contact avec les livres. En effet, elle jaunit les livres et augmente la propagation de bactéries dans ceux-ci, ce qui peut les abîmer.
Le rôle de la bibliothèque ne se résume pas à l’entreposage de livres, mais la place de ses derniers est toujours fondamentale à leur mission. L'organisation de la bibliothèque par un rayonnage « ouvert et facilement accessible façonnera l’expérience des lecteurs ». Manon Asselin, architecte, parle de l’importance de l’intégration du concept de sérendipité dans l’aménagement d’espace. Le hasard de la découverte peut être facilité par l’architecture et la disposition du mobilier. L’accessibilité des rayonnages est d’ailleurs très importante dans l’organisation d’une bibliothèque. Les rayonnages doivent être ouverts et accessibles à une hauteur adaptée aux usagers, autant aux enfants qu’aux personnes en fauteuil roulant.
L’espace ouvert, souvent associé au concept de tiers-lieu, est un élément central dans l’aménagement des bibliothèques. En effet, en « [a]doptant le modèle du tiers lieu, l’ambiance de la bibliothèque est décontractée et informelle, dispensant par le biais de ses volumes généreux un sentiment de liberté qui consacre son projet démocratique ». D’ailleurs, dans certaines bibliothèques comme celles de Singapour, un café peut être accessible aux usagers pendant les heures d’ouverture ou lors de circonstances particulières. Ce genre d’installation contribue alors à une ambiance attrayante.
Bien que l’intégration d’espaces de socialisation au cœur des bibliothèques est maintenant courante, l’insonorisation est toujours un enjeu pour celles-ci. En introduisant le bruit dans les bibliothèques, sa gestion devient ainsi essentielle. Il est donc important de définir « le niveau sonore souhaité » afin de limiter le bruit provenant des différents espaces.
L’espace doit non seulement être invitant et esthétiquement peaufiné, il doit être fonctionnel. Comme Micheline Perreault le fait remarquer à la suite de la construction de la bibliothèque Raymond-Lévesque et cité par Florian Forestier, les bibliothécaires doivent être au centre des décisions architecturales, car il peut arriver « que certains aspects, parfois plus séduisants, risquent de compromettre des fonctionnalités bibliothéconomiques ».
Enfin, le développement durable et l’impact environnemental des bibliothèques doivent être centraux aux nouveaux projets. À Montréal, depuis 2008, un programme est en place afin d’accroître, renouveler et actualiser le parc immobilier des bibliothèques publiques et « vise la réalisation de projets innovateurs d’une grande qualité architecturale, selon une vision évolutive des services à offrir aux citoyens reflétant les caractéristiques de la bibliothèque du XXIe siècle ». Dans ce sens, ces bibliothèques se doivent de répondre à de stricts critères environnementaux. Les principes de développement durable concernent : « la protection de l’environnement, le recyclage, l’utilisation maximale des immeubles existants (entre autres, les bâtiments d’intérêt patrimonial), l’économie d’énergie et des ressources naturelles , les répercussions sociales et économiques sur le milieu ».

#### Usagers des bibliothèques publiques
Tous les citoyens peuvent être des usagers des bibliothèques publiques, et ce, peu importe leur âge, leur langue, leur statut socioéconomique, leur niveau d’éducation ou leur religion. Les bibliothèques publiques s’efforcent d’offrir des services aux personnes de tous âges, aux personnes ayant des besoins particuliers et aux institutions communautaires.
Pour répondre aux besoins de tous les usagers, Bibliothèque et Archives nationales du Québec a rédigé un guide à l'intention du personnel des bibliothèques publiques du Québec "Une bibliothèque pour tous" (2023).

#### Services offerts aux usagers
Les bibliothèques publiques proposent plusieurs services, mais la diversité de ceux-ci dépend souvent de la grandeur de la bibliothèque ainsi que de la communauté d’usagers. Elles doivent répondre aux besoins d’information, d’éducation et de culture de ses usagers. Une analyse de besoins doit être réalisée auprès de la communauté pour assurer des services appropriés et adaptés. Cette analyse doit être réalisée régulièrement, préférablement à chaque 5 ans, étant donné que les besoins des usagers évoluent constamment,.

##### Prêt
Le service de prêt est le principal service offert en bibliothèque. Il consiste à ce que les usagers empruntent des documents pendant une durée prédéterminée. Les documents sont alors consultables à l’extérieur de la bibliothèque. Ces documents peuvent être sur différents types de support (ex. : livres, périodiques, documents en braille, livres électroniques, etc.). Le service de prêt s'est également bonifié avec l'ajout de films, de musique, de jeux vidéos et même de jeux de société qu'il est possible d'emprunter sur place, mais aussi de les ramener chez soi. Il est même possible « d'emprunter » des semences en bibliothèques avec le concept de grainothèques. En revanche, il n’est pas possible d’emprunter des livres anciens, rares ou précieux à l’extérieur de la bibliothèque. En effet, ces types de documents sont signifiants pour le patrimoine communautaire et doivent être protégés.
Le service de prêt entre bibliothèques (PEB) est également un service essentiel dans les bibliothèques publiques, car il permet d’élargir la gamme de documents mis à la disposition des usagers. En effet, une bibliothèque ne possède pas toutes les ressources nécessaires pour tout le monde. Pour cela, le service de PEB vient bien compléter la collection d’une bibliothèque. Le PEB consiste à faire l’emprunt de documents provenant d’autres bibliothèques. Les bibliothèques publiques participantes s’échangent donc des ressources documentaires entre elles.
Le service de prêt de livres numériques s'est également développé au Québec à partir des années 2010, notamment grâce à la plateforme PRETNUMERIQUE.CA, développée par la firme De Marque en fin 2011. Le livre numérique a pris beaucoup d'importance dans les bibliothèques publiques avec la pandémie de Covid-19 dû entre autres à la difficulté d'accès aux ressources matérielles des bibliothèques, ainsi qu'à la fermeture temporaire de l'espace physique de celles-ci. Les services de prêts à domicile, de Bibliomobile et de Bibliobus sont des phénomènes qui ont également pris de l'ampleur au cours des dernières années avec la pandémie.

##### Consultation sur place
Un autre service populaire est la consultation de documents directement sur place. La consultation sur place ne demande aucun abonnement pour avoir accès aux documents.

##### Information et référence
Le service d’information et de référence est amené à conseiller, à guider et à trouver l’information recherchée par les usagers grâce aux ressources documentaires de la bibliothèque,. Du personnel qualifié, dont des bibliothécaires et des techniciens en documentation, est présent pour combler le besoin d’information. De plus, si la bibliothèque publique ne peut répondre au besoin d’information d’un usager, elle se doit de le référer à d’autres ressources qui pourront l’aider.
Concernant la collection de référence, celle-ci n’est disponible que sur consultation sur place et contient une diversité de documents fiables et récents,.

##### Accès à Internet et aux postes informatiques
Les bibliothèques publiques offrent l’accès à une connexion Internet gratuitement. Cela permet aux usagers d’utiliser leur propre appareil mobile en bibliothèque.
Des postes informatiques sont également disponibles pour naviguer sur Internet, pour effectuer des tâches bureautiques ou pour avoir accès aux ressources numériques de la bibliothèque.

##### Activités d'animation
Les activités d’animation sont également importantes en bibliothèque, car elles ont pour but de cultiver les usagers grâce aux informations présentées et donc de contribuer à leur développement culturel,. De plus, cela permet par la même occasion de mettre à la disposition du public des collections à faire découvrir en lien avec les thématiques d’animations. Les activités d’animation sont choisies selon les besoins et les intérêts de la communauté. Par contre, elles visent généralement un public cible comme les enfants ou les adultes.
Les bibliothèques ont longtemps eu une position de prescripteur des savoirs, mais sont maintenant de plus en plus considérées comme des facilitateurs d'accès et de création de savoirs,, ce qui est en accord avec la version 2022 du manifeste de l'IFLA-UNESCO sur les bibliothèques publiques. Toujours selon ces lignes directrices, l'inclusion est un des enjeux de notre époque concernant les offres de services en bibliothèques publiques, car pour donner accès à tous aux savoirs, il faut créer des espaces accessibles et qui donnent envie aux gens de s'y retrouver. Dans cette optique, l'offre de services en bibliothèque s'est modifiée avec le temps et on voit davantage le concept de tiers-lieu s'intégrer aux activités d'animation. Ces ateliers servent entre autres de lieu de rencontre, d'innovations et remplissent les objectifs du tiers-lieu concernant la dimension sociale de celui-ci, soit ; le plaisir d'utilisation de l'espace, la fréquentation régulière, la socialisation et la diversité.

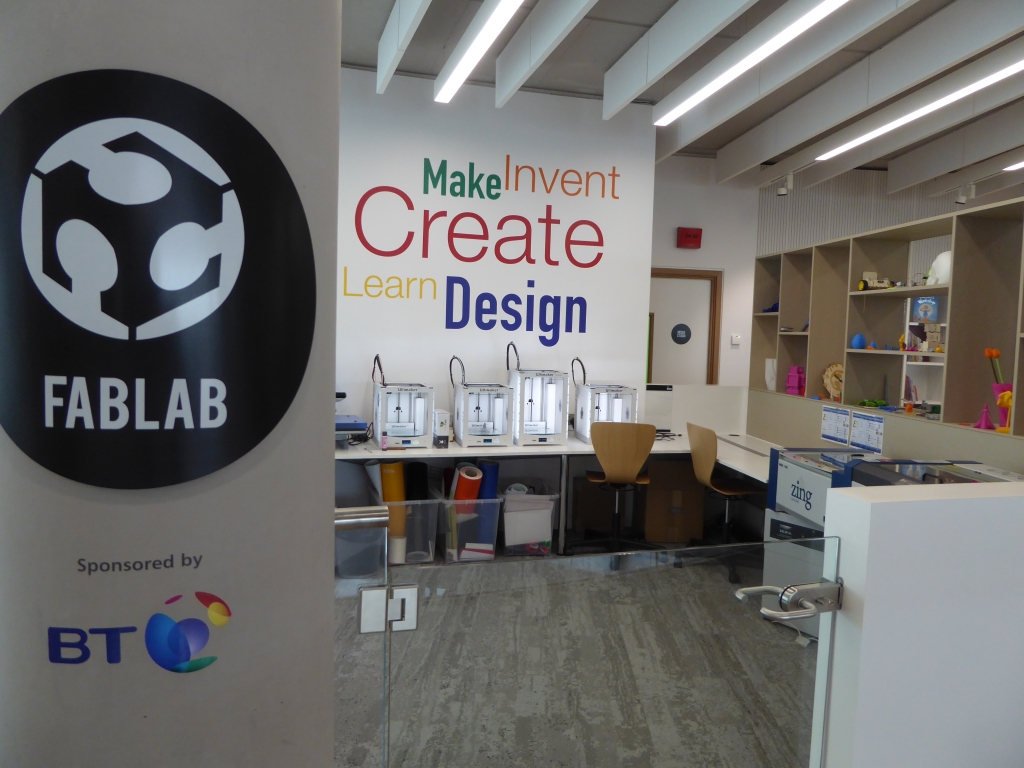
Fab Lab dans une bibliothèque à South Shields, Angleterre

Ainsi, de nouveaux projets de type Makerspace voient le jour en bibliothèque avec la création de Fab Labs et de Médialabs, démocratisant l'accès à ce type de technologies et favorisant l'apprentissage par les pairs. Certaines bibliothèques au Québec, mais également à travers le monde, intègrent ces nouveaux espaces dans leur planification architecturale ou de réaménagement. Outre les diverses activités mettant en œuvre la technologie, les ateliers créatifs ont également la cote dans les bibliothèques publiques. On parle même parfois de Ruches d'art pour désigner ce type d'atelier.
Plusieurs types d’animation sont fréquents en bibliothèque publique tels que : l’heure du conte, le club de lecture, des conférences d’auteurs et autres. Parmi les activités proposées en bibliothèques, on trouve également la possibilité de louer des salles pour des réunions, des travaux d'équipes ou simplement dans la volonté de s'isoler un moment, ainsi que plusieurs activités telles que des soirées jeux vidéos et de société sur place, ou encore de visionnage de séries ou de films en bibliothèques sont également proposées, comme par exemple à la BAnQ.

##### L'heure du conte
D’abord un programme expérimental d’animation à la lecture, introduite par la Bibliothèque nationale du Québec (BnQ) en 1978, l’heure du conte se déploie à partir de 1981 dans l’ensemble du réseau des bibliothèques publiques du Québec. L’heure du conte fait place depuis à plusieurs innovations en lien avec l’acceptation et l’estime de soi, ainsi que l’inclusion,. C'est également un moyen d'attirer les enfants et les jeunes familles à s'inscrire à leur bibliothèque publique. La lecture de livres, habituellement animé par un employé de la bibliothèque, fait découvrir aux enfants le plaisir de la lecture tout en stimulant leur imaginaire.

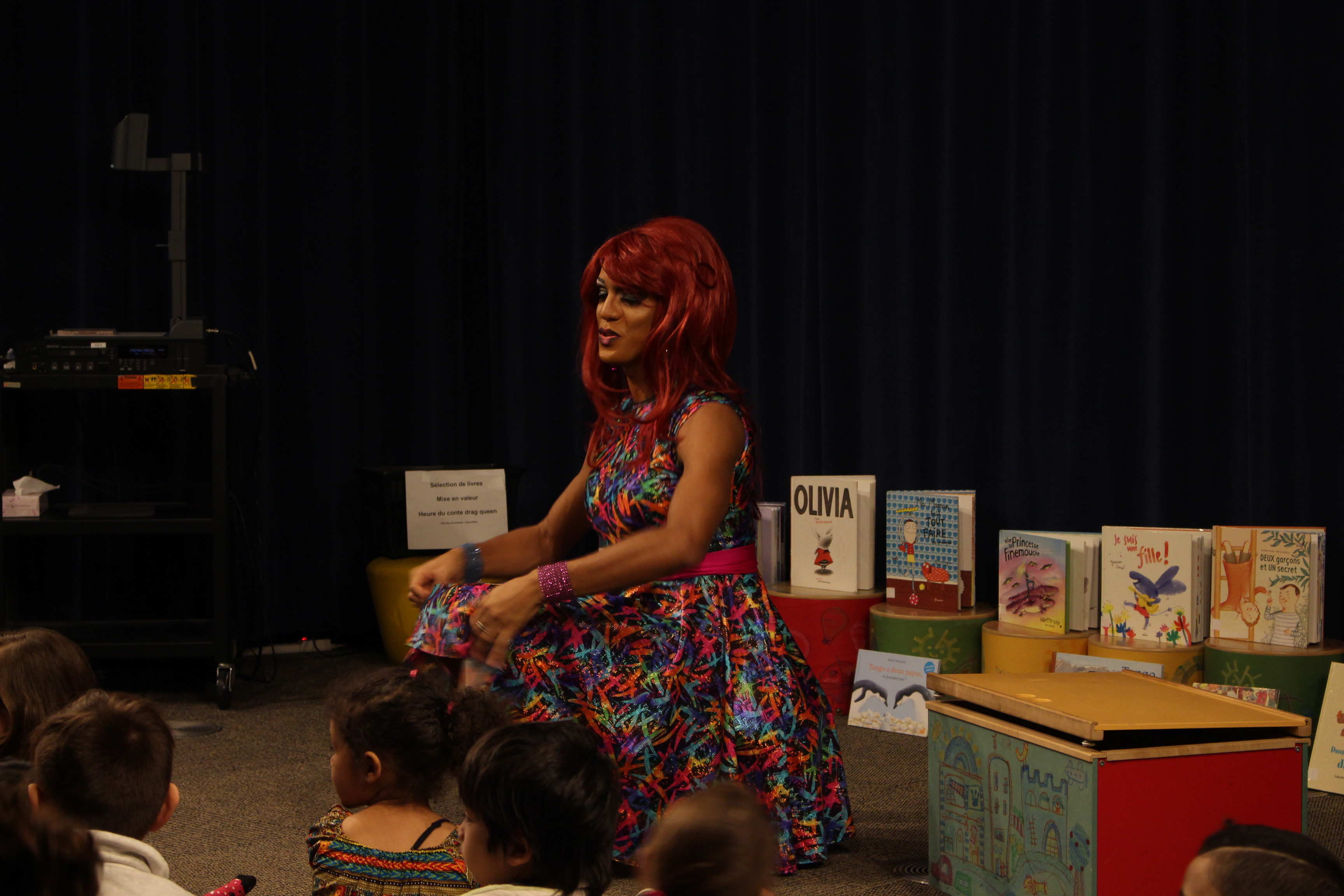
L'heure du conte avec la drag queen Barbada de Barbades, à la Grande Bibliothèque.

En 2016, lors de la Journée des enfants, organisée par le festival Fierté Montréal, Barbada de Barbades est invitée par Michael David Miller, un bibliothécaire à l’Université McGill, à l’épauler pour la première heure du conte de drag queens au Québec. Les livres Tango à deux papas, et pourquoi pas?, ainsi que La princesse qui n’aimait pas les princes y sont lus.
Par la suite, en 2017, l’Espaces Jeunes de la Grande Bibliothèque accueille plus d’une centaine de participants à sa première heure du conte animée par Barbada de Barbades. Pour Barbada, la mission principale de telles animations est d’encourager la lecture, puis l’acceptation des différences, dans un environnement ludique,,. En 2019, après le troisième passage de Barbada à la Grande Bibliothèque, la directrice des communications de Bibliothèque et Archives nationales du Québec (BAnQ) remarque une augmentation de fréquentation à l’activité de l’heure du conte.
Le 11 juin 2022, une activité d’animation de Barbada à la bibliothèque de Dorval s’effectue sous une vigilance policière, après plusieurs messages haineux publiés sur les réseaux sociaux à l’encontre de la bibliothèque et de ses employés,. La bibliothèque hésite à annuler l’événement, mais choisit plutôt de le conserver à l’horaire,. Le chargé de communication de la Cité de Dorval, Sébastien Gauthier, explique que des valeurs comme l’inclusion et l’acceptation de tous ont guidé cette décision.
En juillet 2022, deux lectures de contes prévues en novembre de la même année sont annulées, à la bibliothèque du Vieux-Saint-Laurent et à la bibliothèque du Boisé, dans l’arrondissement de Saint-Laurent, à Montréal. Les activités d’animation de drag queens sont contestées par des personnes élues au conseil de l’arrondissement. Les raisons invoquées sont de l’ordre de l’inconfort.
Valérie Plante, la mairesse de Montréal, soutient Barbada publiquement.
Après une discussion avec la drag queen Barbada, l’administration du maire Alan DeSousa, de l’arrondissement de Saint-Laurent, permet finalement la tenue de l’heure du conte dans les deux bibliothèques de la municipalité,.
La réaction de certains publics à d'autres heures de contes animées par des drag queens créent la controverse dans le reste du Canada. En 2022, des plaintes violentes contre ces animations alarment les employés de la bibliothèque publique de Whitby, en Ontario. En janvier 2023, des personnes contre la tenue d’une heure du conte à la bibliothèque de Sault Ste. Marie manifestent en compagnie d’autres qui soutiennent plutôt ce genre d’initiatives.

## L'abolition des frais de retard dans les bibliothèques publiques
L’abolition des frais de retard sur les prêts de documents en bibliothèques publiques a été initiée aux États-Unis par les défenseurs du mouvement social américain « Fine Free Library »  considérant que cette mesure pénalise principalement les usagers les plus défavorisés. « Lorsque ces usagers commencent à accumuler des amendes et des frais, ils deviennent moins enclins à revenir à la bibliothèque »constate David Sye, bibliothécaire de recherche et d'enseignement à la Murray Sate University. Les amendes peuvent ainsi créer un obstacle aux missions d’accès à la connaissance et à l’information reconnues aux bibliothèques publiques.
En juillet 2017, la politique de la bibliothèque publique de Salt Lake ( Salt Lake City Public Library en anglais) a été modifiée pour supprimer les amendes, il en a découlé des effets positifs tels qu'une augmentation des emprunts et des abonnements .
Reconnaissant ces conséquences, l’American Library Association (ALA) a adopté, le 28 janvier 2019, une résolution envoyée à ses membres, recommandant officiellement l’abolition des frais de retard : « L’imposition des frais de retard crée une barrière à la diffusion des livres. Nous invitons les bibliothèques à revoir leurs politiques d’amendes et à les éliminer ».  La résolution stipule également que les amendes vont à l’encontre des objectifs de l’ALA, comme la politique B.4.2. soutenant le libre accès à l’information .
Première grande ville des États-Unis à suivre le mouvement, en octobre 2019, sur décision du maire Lori Lightfoot, la ville de Chicago a éliminé les frais de retard de ses bibliothèques. Trois semaines plus tard, Andrea Telli, commissaire de la bibliothèque déclarait que cette décision avait entrainé une augmentation de 240% du nombre de livres retournés.
Au Québec, la bibliothèque Alice-Lane de la Ville de Baie-Comeau a été la première bibliothèque publique à éliminer les frais de retard lors d’un projet-pilote en décembre 2018. Marie Amiot, responsable de la culture et de la bibliothèque de la Ville, a pris cette initiative après avoir assisté à une conférence du directeur de la bibliothèque de Colombus, en Ohio, sur l’élimination des amendes . Début 2020, la bibliothèque Alice-Lane a officialisé sa mesure de façon permanente. Selon le bilan établi, Ève Lagacé, directrice générale de l’Association des bibliothèques publiques du Québec (ABPQ), indique qu’il a été constaté une diminution de 35 % du nombre de livres non retournés. Entre 2018 et 2019, la bibliothèque a également connu une hausse d’abonnements de 22% et une hausse de son achalandage de 4 %. Le 18 octobre 2022, lors de la première édition du Prix des bibliothèques publiques du Québec, initié par l’ABPQ, la bibliothèque Alice-Lane de Baie-Comeau s’est vue remettre une mention spéciale « à titre de première bibliothèque ayant embrassé le mouvement d’abolition des frais de retard au Québec" et considérant le riche partage d’expérience qui a contribué à l’essor du mouvement au Québec.
L’ABPQ soutient et encourage l’abolition des frais de retard affirmant sur son site : « une bibliothèque sans frais de retard n’est pas une bibliothèque sans règle : c’est une bibliothèque plus ouverte, compréhensive et accessible pour tous » . Selon l'Association des bibliothèques publiques du Québec, « les frais de retard peuvent constituer une barrière économique qui entrave l’accès aux ressources et aux services des bibliothèques pour les personnes financièrement défavorisées, en particulier les mineurs. Ils peuvent également créer des éléments de conflit entre le personnel et les citoyens, nuisant ainsi aux relations interpersonnelles que les bibliothèques désirent créer avec la communauté. De plus, les ressources humaines et financières nécessaires à la gestion des comptes impayés peuvent devenir plus importantes que les frais de retard eux-mêmes » .
Une carte des bibliothèques publiques québécoises sans frais de retard est par ailleurs accessible sur le site de l’ABPQ, précisant le nombre, à la date du 12 février 2023, de 593 bibliothèques ayant aboli les frais de retard, dont 573 complètement et 20 partiellement, soit au total 57% des bibliothèques publiques de la Province .
Les bibliothèques publiques de la Ville de Laval , de Montréal  et de Québec  font notamment partie des 593 bibliothèques susvisées. Si les documents ne sont pas remis à temps par les usagers, passé un délai propre à chacune de ces bibliothèques, cela entraine une perte de privilèges pour l’abonné (dossier bloqué) mais ne génère aucuns frais de retard une fois les documents ramenés.
Le site Librarianship.ca recense quant à lui, par provinces du Canada, les bibliothèques qui ont entièrement ou partiellement éliminé les amendes pour les documents en retard .